# 世界一の一覧
世界一の一覧（せかいいちのいちらん）は、同種の事物の中で最も優れたもの、最大もしくは最小であるものの一覧でもある。
以下の分野の世界一については、各記事を参照。
- 世界初の一覧 -（現存、非現存を問わず）「世界で一番初めのもの」の事項。
- 世界最古の一覧 -（現存する中で）「世界で一番古いもの」の事項。

## 地形

### 大陸
- 世界一大きい大陸 - アフロ・ユーラシア大陸：陸続きであるアフリカ大陸とユーラシア

厳密な意味での、世界一大きい大陸 - 世界島：島嶼部を含まない、アフロ・ユーラシア大陸本体。
アフリカ大陸とユーラシア大陸を別の大陸と見なす場合の、世界一大きい大陸 - ユーラシア大陸： 面積約5492万km2。全陸地面積の37%を占める。
- 世界一小さい大陸 - オーストラリア大陸：面積約761万9,000km2。
- 未知の大陸

世界で最も早く発見された未知の大陸 - アジア大陸：ホモ・ハビリスか、時期的に遠くない彼らの子孫による。
世界で最も遅く発見された未知の大陸 - 南極大陸：別々に探検していたロシア、イギリス、アメリカの3国が1820年1月に数日違いで相次いで発見した。最初の一国がこのうちのどの国であったかは論争中。

### 島・半島
- 世界一大きい島 - グリーンランド（ デンマーク）

淡水湖の中にあるもので、世界一大きい島 - マニトゥーリン島（ カナダ）：面積2,766km2。
- 世界一大きい無人島 - デヴォン島（ カナダ）：面積55,000km2。
- 世界一大きい人工島 - パーム・ジュメイラ（ アラブ首長国連邦）[1]
- 世界一孤立している島 - トリスタンダクーニャ島（イギリス領）：人間が定住する最も近い陸地であるセントヘレナ島から2,429km離れている。ギネス世界記録認定[† 1]。
- 世界一大きい半島 - アラビア半島（ サウジアラビア  アラブ首長国連邦  イエメン  オマーン  カタール）：面積273万km2。

### 山岳地形
地球の世界一

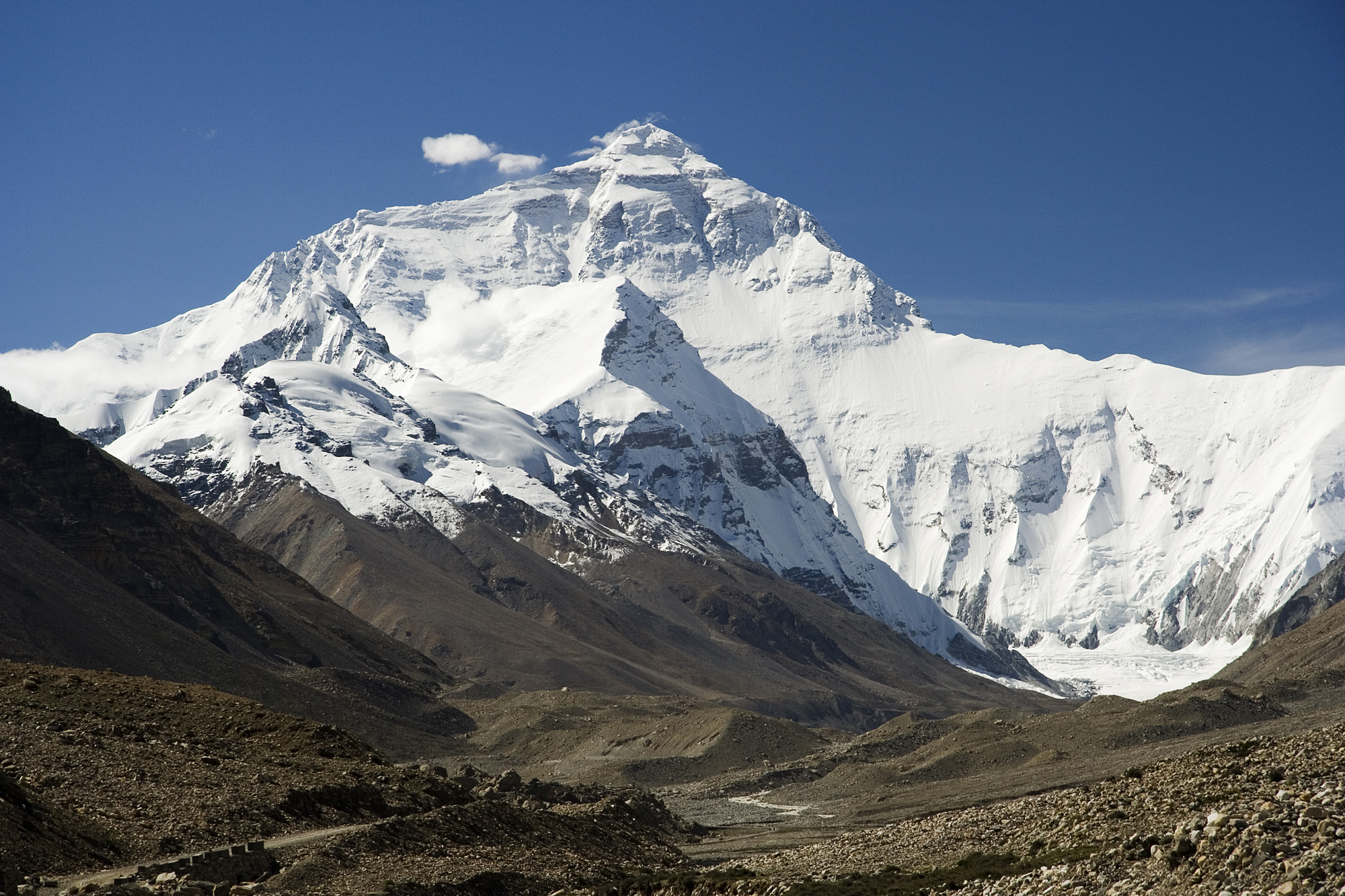
世界一高い山、地球で最も高い山／エベレスト

- 世界一高い山 - 通常論ではエベレスト（下記）

海抜が最も高い山 - エベレスト（ 中国・ ネパール）：海抜8848.86m。
地球の中心から見て最も高い山 - チンボラソ（ エクアドル）
地球の中心点から世界一離れている山頂を持つ山。海抜は6,267mであるが、地球の径が最も大きい緯度0地点付近（南緯01度28分09秒）に位置するため、これに比べて高緯度にあるエベレストより2,100mほど高い。
裾野からの高さが最も高い山 - マウナ・ケア（ アメリカ合衆国）
海抜は4,205mであるが、太平洋の海底から測ると10,203mで、エベレストより遥かに高い。
- 世界一高い活火山 - オホス・デル・サラード（ チリ・ アルゼンチン）

海抜6,893m。ただし、この山は活動状態にあるかどうかで専門家の意見が分かれており、結論は出されていない。
オホス・デル・サラードが活火山でなかった場合の、世界一高い活火山 - ユーヤイヤコ（ チリ・ アルゼンチン）：海抜6,739m。
- 世界一高い海底火山 - マウナ・ケア（ アメリカ合衆国）ハワイ州：海抜4,205m。
- 世界一体積の大きい山 - マウナ・ロア山（ アメリカ合衆国）ハワイ州：体積約75,000km3。
- 世界一体積の大きい火山、活火山 - マウナ・ロア山（ アメリカ合衆国）：体積約75,000km3。
- 世界一大きいカルデラ - トバ火山のカルデラ（ インドネシア）北スマトラ州：トバ湖（面積約1,000km2）を含むカルデラ地帯。
- 遭難死者が世界一多い山 - 谷川岳 （ 日本）群馬県利根郡みなかみ町と新潟県南魚沼郡湯沢町：統計が始まった1931年（昭和6年）から2005年（平成17年）までに781名。ギネス世界記録認定。

- 世界一登山者数が多い山 - 高尾山（日本）東京都八王子市:年間300万人の登山客を誇り、ギネス世界記録認定。

### 海
- 世界一面積が大きい海 - 太平洋：169,200,000km2。
- 世界一面積が大きい内海 - 北極海：14,056,000km2。ただし、内海の定義にもよる。
- 世界一深い海域 - マリアナ海溝：海面下 10,920m[3]。
- 世界一幅の広い海峡 - ドレーク海峡：最も狭い所でも650km。
- 世界一幅の狭い海峡 - 土渕海峡（ 日本）：最も狭い所が9.93m。
- 世界一透明な海域 - サルガッソ海：透明度の最高記録66.5m。

### 淡水域

#### 湖

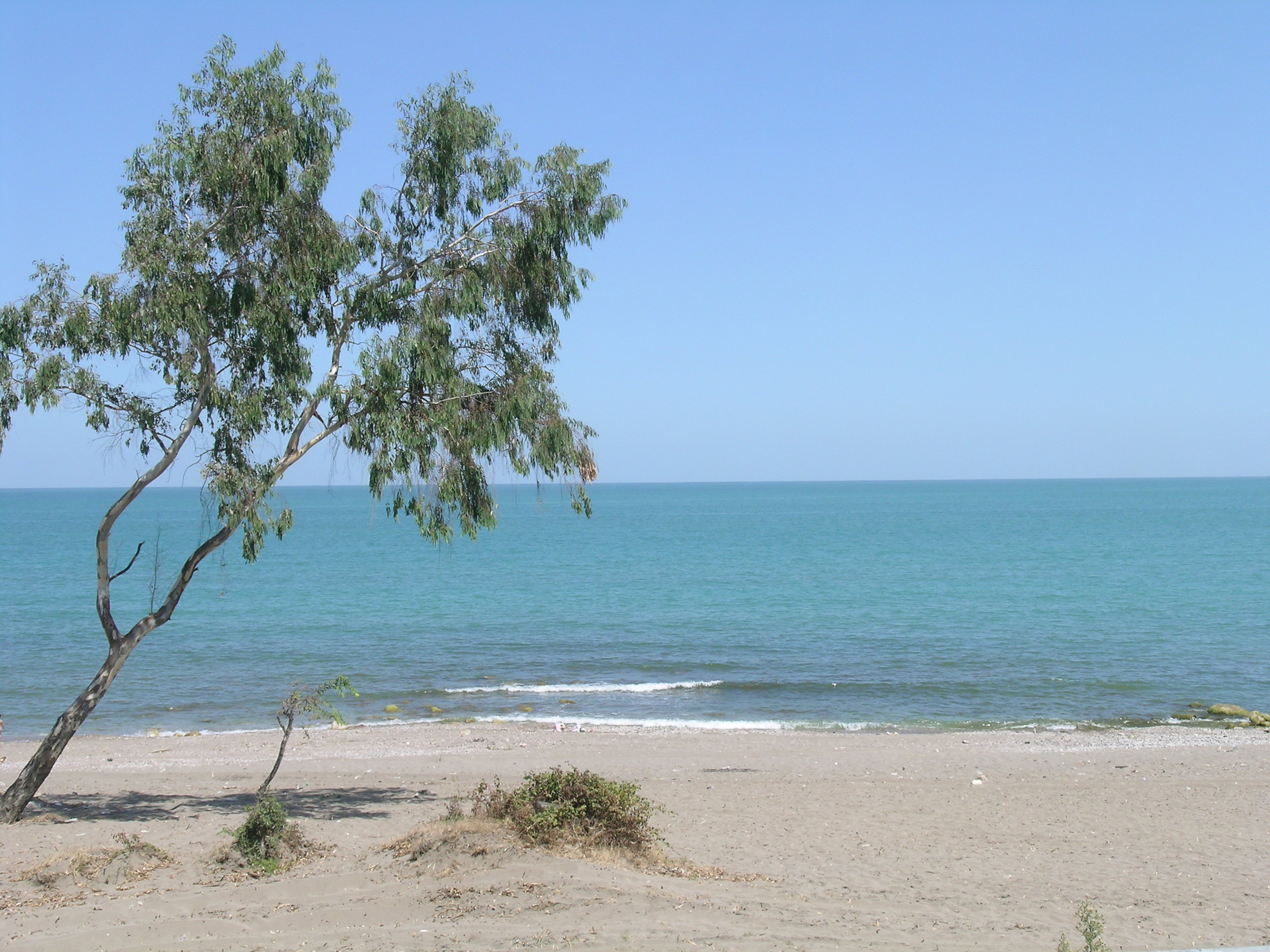
世界一大きい湖／カスピ海

- 世界一大きい湖 - カスピ海（ ロシア等5ヶ国）：面積37万4,000km2[4][† 2]。
- 世界一大きい淡水湖 - スペリオル湖（ カナダ・ アメリカ合衆国）：面積8万3,670km2[4][† 2]。
- 世界一大きいカルデラ湖 - トバ湖（ インドネシア）：面積約1,000km2。カルデラとしても世界最大。
- 世界一大きい氷底湖 - ボストーク湖（南極大陸）：面積約1万4,000km2。
- 世界一深い湖 - バイカル湖（ ロシア）：最大水深 1,741m[5]。
- 世界一水面の低い湖 - 死海（ イスラエル・ ヨルダン）：海抜 −400m[5]。周囲は世界で最も低い陸地である。
- 最大透明度世界一の湖 - バイカル湖（ ロシア）：最大透明度 23m[5]。

観測史上で、最大透明度世界一の湖 - 摩周湖（ 日本）
41.6m。現在は世界第2位の透明度であるが、世界一の透明度を誇っていた1956年（昭和31年）当時の測定では最大41.6mを記録した。この記録は現在でも破られていない。
- 世界一塩分濃度の高い湖 - 死海（ イスラエル・ ヨルダン）[5]
- 世界一塩分濃度の高い池 - ドンファン池　(南極大陸)

#### 川、滝
川

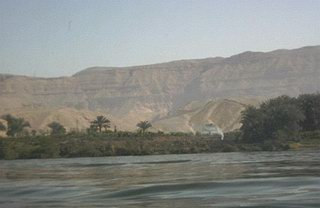
世界一長い川／ナイル川

- 世界一流域面積が広い川 - アマゾン川（ ブラジル等5ヶ国）：総面積 705万km2[6]。
- 世界一長い川 - ナイル川（ エジプト等9ヶ国）：総延長距離 6,695km[7]。
- 世界一幅の広い川 - ラプラタ川（ アルゼンチン・ ウルグアイ）

最も広い所で約275kmある。
滝
- 流量世界一の滝 - イグアスの滝（ アルゼンチン・ ブラジル）：毎秒6,500 t。
- 世界一落差のある滝 - エンジェルフォール（ ベネズエラ）：落差979m。

### 砂漠

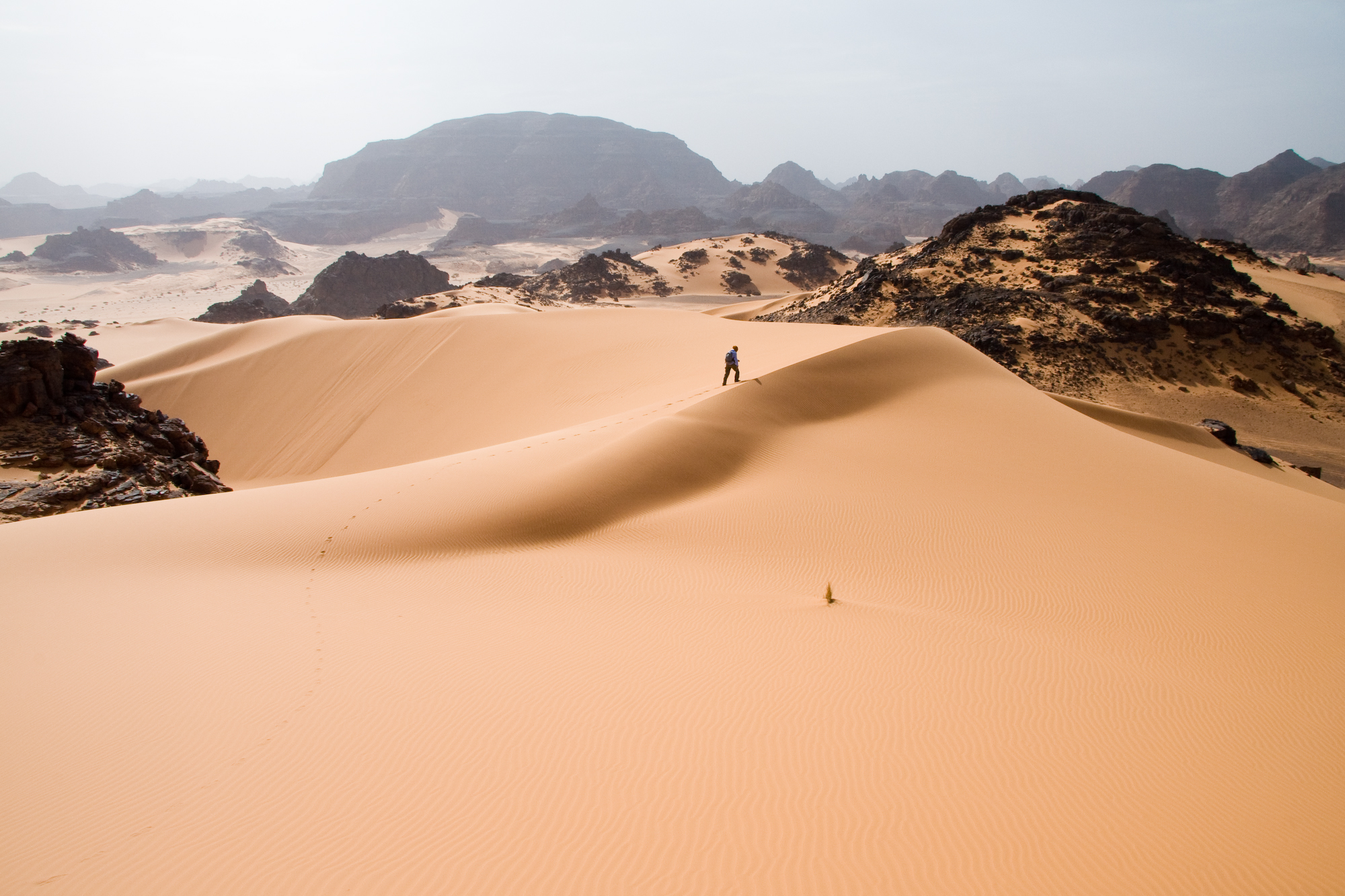
世界一広い高温砂漠／サハラ砂漠

- 世界一面積が大きい砂漠（低温砂漠 [cool desert] を含む広義の砂漠の場合）- 南極大陸の氷雪砂漠（Antarctic desert, 大陸中央部の氷原地帯）

総面積約1382万9,430km2。
- 世界一面積が大きい砂漠（高温砂漠）- サハラ砂漠：総面積約910万km2余[8]。

### 地下空間・洞窟

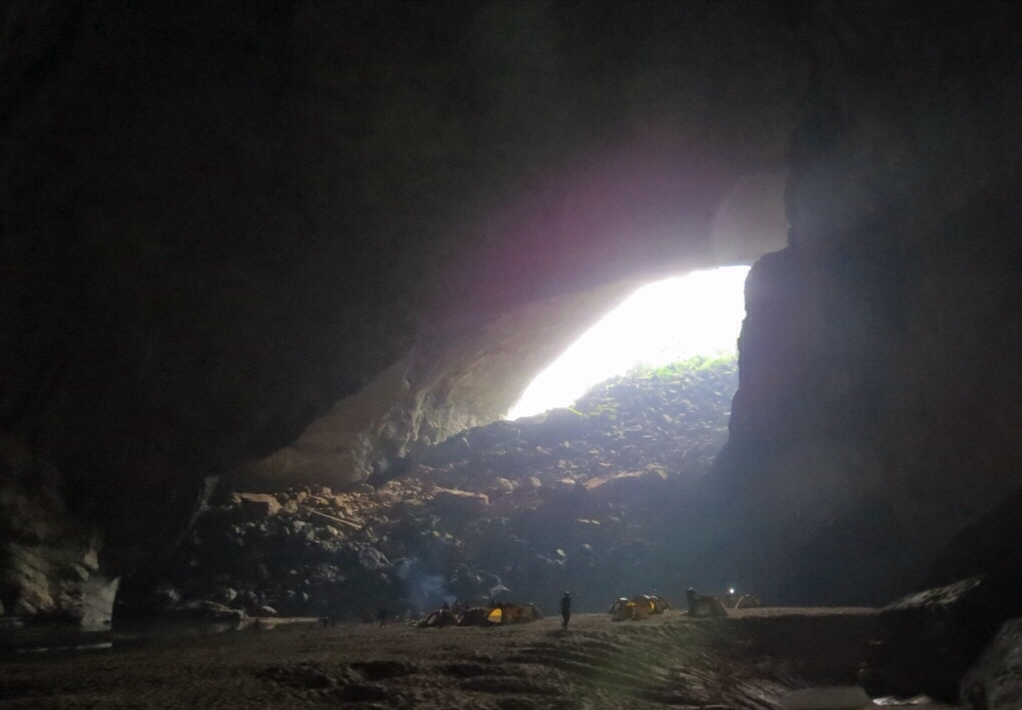
世界最大の洞窟／ソンドン洞

- 世界最大の地下空間 - サラワクチャンバー（ボルネオ島。 マレーシア領）：総延長700m、幅400m、高さ80m。
- 世界最大の洞窟 - ソンドン洞（ ベトナム）：全長6.5km、深さ150m。
- 世界最大の結晶洞窟 - ナイカ鉱山（英語版）地下の、クエバ・デ・ロス・クリスタレス（ メキシコ）

「結晶の洞窟」「クリスタルの洞窟」など異称多数あり。総延長27m、幅9mの洞内を透明石膏（selenite, セレナイト）の巨大結晶が埋め尽くしている。チワワ州の町ナイカにある。
- 世界一長い洞窟 - マンモスケイブ（ アメリカ合衆国）：総延長627.6km。最長級の洞窟一覧（英語版）も参照。

世界一長い水中洞窟 - オックス・ベル・ハ（ユカタン半島。 メキシコ等3ヵ国）：総延長224.3km。

### その他の地形
- 現在知られている限りで、世界一大きいインパクトクレーター - フレデフォート・ドーム（ 南アフリカ共和国）：隕石衝突跡の直径約190km。
- 世界一大きな岩 - マウント・オーガスタス（ オーストラリア）：面積4,795ha。
- 世界一大きな氷 - 南極氷床（南極大陸）：面積は約1,400万km2、体積は3,000万km3、地球上にある淡水の内およそ61%を占める。
- 世界一広く、長い珊瑚礁 - グレートバリアリーフ（ オーストラリア）：総延長約2,000km。
- 世界最大の高低差を持つ垂直な崖： カナダのヌナブト準州バフィン島にあるトール山西壁。1,250mある[9][10]。

## 自然現象

### 地殻変動

#### 火山活動
- 地球史上最大の洪水玄武岩噴出

- シベリア・トラップ（シベリア台地玄武岩）を造った古生代ペルム紀の火山活動（シベリア・クラトン、シベリア卓状地）。 噴出物堆積総面積約1,500,000km2。（ ロシア）
- 人類史上最大の洪水玄武岩噴出

- コロンビア川台地を造った新生代中新世末期から鮮新世早期にかけての火山活動（北アメリカ大陸西岸地域）。噴出物堆積総面積約160,000km2（ アメリカ合衆国）。
- 人類史上最大の破局噴火（壊滅的火山噴火）

- 約50万年前（地球史年表#100万年前 - 10万年前も参照）に起こったトバ火山の噴火（スンダランド）。マグマ噴出量約2,800km3。トバ湖も参照（ インドネシア）。
- ホモ・サピエンス（現生人類）の出アフリカ（約10万年前）以降で、最大の破局噴火

- 約2万6500年前に起こったタウポ火山（現在のタウポ湖の前身）の破局噴火（ニュージーランド北島）。マグマ噴出量1,170km3。
- 完新世（最近1万1700年間）最大の破局噴火

- 約7300年前に起こった鬼界火山（鬼界カルデラ）の噴火（学術名：鬼界アカホヤ、K-Ah）（日本列島の九州沖）。マグマ噴出量170km3。
- 歴史時代で最大の破局噴火かつ最大の犠牲者を出した火山災害

- 1815年のタンボラ山噴火（ インドネシアのスンバワ島）。マグマ噴出量150km3。死者約9万2千人。
- 歴史時代で最大の犠牲者を出した火砕流

- 1902年5月のプレー山の噴火（西インド諸島）。死者約3万2千人。
- 活火山の数が世界一多い国 -  アメリカ合衆国

分類の仕方によって数は変わる。一説に基づけば、第1位 アメリカ合衆国 (174)、第2位 ロシア (156)、第3位 インドネシア (139)、第4位 日本 (123)、第5位 チリ (109)。世界の合計約1500。

#### 地震
- 歴史時代で最大の地震 - 1960年チリ地震（ チリ）： 現地時間の1960年5月22日19時19分発生。モーメントマグニチュード9.5[13]。
- 歴史時代で最大の犠牲者を出した地震 - 華県地震（ 中国）：1556年発生。死者約83万人。
- 歴史時代で最大の加速度の地震 - 岩手・宮城内陸地震（ 日本）：2008年6月14日発生

### 気象現象
※気象記録一覧も参照のこと。

#### 気温
- 世界一高い気温を観測した地点 - カリフォルニア州デスヴァレー国立公園ファーニス・クリーク・ランチ（ アメリカ合衆国）：1913年7月10日に56.7℃。
- 世界一低い気温を観測した地点 - ボストーク基地（南極大陸）：1983年7月21日に −89.2℃。

永続的な居住地（都市）における世界最低気温の観測地点
- オイミャコン（ ソビエト連邦）：1933年2月6日に −71.2℃。
世界一低い地表面温度を観測した地点 - ドームA付近（南極大陸）：2010年8月10日に −93.2℃。

#### 気圧、大気循環
- 世界一高い気圧を観測 - アガタ（ ソビエト連邦、現・ロシア）

1968年12月31日に1,083.8hPa。クラスノヤルスク地方の中央シベリア高原にあるアガタ（北緯65度53分 東経93度24分）におけるシベリア高気圧の記録。
- 海上で観測史上世界一低い中心気圧を観測 - 1979年台風20号

870hPa。1979年10月12日、沖ノ鳥島（ 日本）南東で記録。
- 世界最大瞬間風速を観測 - アンダーセン空軍基地（グアム）：1997年12月16日に105.5m/s。

竜巻による世界最大瞬間風速を観測 - ブリッジクリーク付近（ アメリカ合衆国）
1999年5月3日に142m/s (512km/h)。オクラホマ州ブリッジクリーク。
- 世界最大の竜巻

世界一巨大な竜巻を観測 - エデン（ オーストラリア）
1898年5月16日に高さ1,528m、直径約3kmの竜巻が発生。ニューサウスウェールズ州エデン。
水平スケール（幅および直径）が世界一大きい竜巻を観測 - ハラム（ アメリカ合衆国）
2004年5月22日に幅（被害幅）約4kmの竜巻が通過。ネブラスカ州ハラム。
1999年5月3日にオクラホマ州マルホールを通過した多重渦竜巻 (Multiple vortex tornado) は、複数の渦を一つの竜巻とした場合の幅が最大約7kmに達し、世界最大の竜巻とされることもある。

#### 降水、降雪
降水量
- 世界一極端な局地雨を観測 - グリーンフィールド（英語版）（ アメリカ合衆国）

1966年8月2日に805m四方のみで豪雨を記録。ニューハンプシャー州グリーンフィールド。
- 短時間降水量世界一 - グアドループ島

1970年11月26日に1分間で38mmを記録。カリブ海の島。フランス領。
- 日降水量世界一 - レユニオン島シラオス

1952年3月15日から3月16日にかけて1,870mmを記録。インド洋の島。フランス領。
- 月最多降水量世界一 - チェラプンジ（ インド）

1861年7月に9,299mmを記録。メーガーラヤ州チェラプンジ。
- 年最多降水量世界一 - チェラプンジ（ インド）

1860年8月から1861年7月にかけて26,461mmを記録。
- 年最少降水量世界一 - アタカマ砂漠（ チリ）

ギネスワールドレコーズが認定する記録であるが、時期など不明な点が多い。
- 年平均最多降水量世界一 - チェラプンジ（ インド）

1971年から2000年にかけて10,449.3mmを記録。
ギネスワールドレコーズが認定する、年平均最多降水量世界一 - ツツンエンド（Tutunendo、 コロンビア）
チョコ県のツツンエンド（トゥトゥンエンド）で11,770mmを記録したとされているが、時期など不明な点が多い。
- 10年以上にわたる観測で、年平均最少降水量の総計が世界一 - アスワン（ エジプト）：1951年 - 1978年の平均で0.5mm。

降雪量
- 日最大降雪量世界一 - 伊吹山（ 日本）：1975年（昭和50年）1月14日に230cmを記録。滋賀県および岐阜県の山[15]。

山岳以外の地域における、日最大降雪量世界一 - 旧・中頸城郡関山村（ 日本）
1946年（昭和21年）1月17日に210cm（当時の国鉄による観測）を記録。当時の新潟県中頸城郡関山村（現在の新潟県妙高市大字関山）。
- 積雪量世界一 - 伊吹山（ 日本）

1927年（昭和2年）2月14日に11.83mを記録。ただし、風によって吹き積もった結果であるとして疑問視する意見もある。
- 年最大降雪量世界一 - レーニア山（ アメリカ合衆国）

1971年2月19日から1972年2月18日にかけて31.1mを記録。ワシントン州の山。
- 世界最大の雹

気象庁が公式記録とする、世界最大の雹 - 現・熊谷市内（ 日本）
1917年（大正6年）6月29日、旧・大里郡長井村で直径7寸8分（直径29.6 cm、鯨尺による計測とされる）、北埼玉郡中条村で重さ900匁 (3.4 kg) の雹が降ったとされる。
アメリカ海洋大気庁による、世界最大の雹 - サウスダコタ州およびネブラスカ州（ アメリカ合衆国）
サウスダコタ州で2010年7月23日に最大直径8.0 in（約20.32 cm)、ネブラスカ州で2003年6月22日に周囲18.75 in（約47.63 cm）の雹が降ったとしている。

### その他の自然現象
- 歴史時代において津波遡上高最大の津波 - リツヤ湾大津波（ アメリカ合衆国）[20][21]

1958年7月9日（現地時間UTC-9）、アラスカ州のリツヤ湾で約524mを記録。ただし、地震に伴う山体崩落によってフィヨルドの海に土砂と氷塊が落ちたことによる水飛沫であり、狭義の津波とは異なる。

## 生物

### 動物
- 動物の長寿記録

記録史上最長寿の動物個体（群体を除く） - アイスランドガイの明（ミン）
年輪と放射性炭素年代測定に基づく略歴は、1499年生まれ、2006年没。死亡時の年齢は 506～507歳。
2006年にアイスランド沖の大陸棚でイギリスのバンガー大学の気候変動調査チームに採取されてただちに冷凍された約200個体のうちの1個体であり、他の個体ともども採取直後に死亡している（※7年後の公表時には『研究チームが年齢調査のために死なせた』と誤解されて批判を浴びた）。同大学所属（当時）の自然地理学者ジェームズ・スコース (James Scourse) が率いる研究チームが2013年に再調査したところ、ありふれて見えたこの個体が1499年生まれであると判明し、採取されて死亡するまでに506年ないし507年の齢を重ねていたことが確認された。これにより、2013年時点の知見において、世界最高齢の動物個体であると断定された。なお、確認された中での最高齢であり、棲息するアイスランドガイの中でこの個体が最高齢であった可能性は「ごくごくわずか」であるとスコースは語る。つまり、おびただしい数の同種が今も生きている中で、たまたま捕まえた200匹ほどの中の1匹が500余歳であったということである。
記録史上最長寿の無脊椎動物個体（群体を除く） - アイスランドガイの明（ミン）
記録史上最長寿の脊椎動物個体 - 推定392歳のニシオンデンザメ 
2016年8月、コペンハーゲン大学の研究員ユリウス・ニールセン (Julius Nielsen) らの研究により、392歳と推定される個体が335歳と推定される別個体とともに発見された。
- 世界で最も長く生きた、頭部の無い鶏 - 首なし鶏マイク

首を切り落とされてから18か月生き続けた。ギネス世界記録認定。
- 世界で最も多くネズミを捕獲したネコ - タウザー

23年11か月の生涯で28,899匹を捕獲したとして、ギネス世界記録に認定されている。
- 世界最大の動画共有サービスサイトであるYouTubeにおける、世界一の記録とその記録保持者

ここで言う「（狭義の）動物系チャンネル」には「ペット系チャンネル」を含まない。「（狭義の）動物系チャンネル」が動物全般をテーマとしたチャンネルなのに対して、ここで言う「動物（の個体）」とは、動物をテーマにしているというよりその個体の個性・タレント性を売りにしたチャンネルの主人公を指す。つまりはペット系チャンネルの主役である。ゆえに、動画再生回数やチャンネル登録者数で（狭義の）動物系チャンネルをペット系チャンネルが上回ったとしても、分野違いということで順位の入り替えは無い。
Most views for an animal channel on YouTube（YouTubeで最も視聴された〈狭義の〉動物系チャンネル）
- The Dodo（ザ・ドードー）のYouTubeチャンネル
米国の動物系チャンネル（狭義）。2021年3月8日付で動画再生回数 49億7722万0806回を記録し、ギネス世界記録に認定された。動物の物語を語り、動物の権利問題に光を当てることを目的としているウェブサイトのYouTubeチャンネルとして、2014年に作成された。
Most subscribers for an animal channel on YouTube（YouTubeで最も登録者の多い〈狭義の〉動物系チャンネル）
- Brave Wilderness（ブレイブ・ウィルダネス）
米国の動物系チャンネル（狭義）。2021年3月4日付でチャンネル登録者数 1820万人を記録し、ギネス世界記録に認定された。野生生物の専門家で冒険家でもあるコヨーテ・ピーターソンがホストを務めるチャンネルで、爬虫類や節足動物と触れ合い、（多くは自ら進んで）頻繁に刺されたり噛まれたりしている。2014年9月8日からライブ配信されており、ギネス認定時点で 38億6084万4561回の再生回数を記録している。
Most views for an animal on YouTube（YouTubeで最も視聴された動物〈の個体〉）
事実上の第1位 - 米国ニューヨーク市ブルックリンで暮らすラグドール猫「パフ (Puff)」（2019年生まれ）
2022年4月21日付で 75億3218万0184回という途轍もない動画再生回数を記録し、ギネス世界記録保持者であるビーグル犬「メイモ」の記録（6億9533万2916回）を大幅に更新した。チャンネルは2020年8月29日に始まった "That Little Puff" である。記録を更新した日のチャンネル登録者数は約870万人であった。
ただ、ギネス世界記録の記述は混乱しているように見え、数字が1桁間違っていない限り、記録の有効範囲は「動物」にまで拡大するはずが、名義は "Most views for an cat on YouTube（YouTubeで最も視聴された猫）" と、「猫」に限定されたものになっており、ビーグルの「メイモ」は記録保持者のままになっている。ゆえに、本項では、パフを事実上の第1位、メイモを名目上の第1位として記載する。
ギネス世界記録保持者 - 米国のビーグル犬「メイモ (Maymo)」（2011年生まれ）
2018年3月13日付で動画再生回数 6億9533万2916回を記録し、前のギネス世界記録保持者である日本のスコティッシュフォールド猫「まる」の記録（3億2570万4506回｜2016年9月22日認定｜cf. スコティッシュフォールド#まる）を更新。これをもってギネス世界記録に認定された。
Most views for an cat on YouTube（YouTubeで最も視聴された猫〈の個体〉） - 上述した、ラグドール「パフ (Puff)」
前のギネス世界記録保持者である日本のスコティッシュフォールド「もちまる」の記録（6億1958万6290回｜2021年5月14日認定｜cf. スコティッシュフォールド#もちまる）を大幅に更新。これをもってギネス世界記録に認定された。
Most views for an dog on YouTube（YouTubeで最も視聴された犬〈の個体〉） - 上述した、ビーグル「メイモ (Maymo)」
2018年3月13日に動画再生回数 6億9533万2916回を記録。前のギネス世界記録保持者である米国ニュージャージー州在住のシベリアン・ハスキー「ミシュカ (Mishka)」の記録（81万1928回｜2016年7月20日認定）を更新した。ただし、上位カテゴリー「動物」で認定されたためか、「犬」名義でギネス世界記録に認定された形跡は確認できない。

## 人
長寿
- ギネス世界記録認定の、世界一長生きした人間 - ジャンヌ・ルイーズ・カルマン（ フランス）：女性。122歳164日。

ギネス世界記録認定の、世界一長生きした男性 - 木村次郎右衛門（ 日本）：116歳54日。
ギネス世界記録認定の、世界一長生きした双子の男性 - グレン・モイヤー（兄 1895年6月20日 - 2001年4月16日）、デール・モイヤー（弟 1895年6月20日 - 2004年7月17日）：105歳。（ギネス記録としての年齢で、実際は105歳300日まで兄弟ともに存命であった。）
ギネス世界記録認定の、世界一長生きした双子の女性 - 炭山ウメノ（姉 1913年11月5日 - 2023年5月）、兒玉コウメ（妹 1913年11月5日 - 2022年2月7日）（ 日本）：107歳300日。（ギネス記録としての年齢で、実際は108歳94日まで姉妹ともに存命であった。）
- 対面した2人の年齢の合計 - エドナ・パーカーとバーサ・フライ（英語版）（ アメリカ合衆国）：227歳と142日。

身長・体重
- 世界一背の高い人間 - ロバート・ワドロー（ アメリカ合衆国）：身長約272 cm。

ギネス世界記録認定の、健在中の世界一背が高い人物 - スルタン・キョセン（ トルコ）：身長251 cm。
世界一背が高い少年 - ブレンデン・アダムズ（ アメリカ合衆国）
身長225.1 cm（ギネス世界記録に認定された13歳当時）。1995年9月20日生まれ。ワシントン州在住。染色体異常によるもので、治療を受け2014年より234 cmで成長が止まっている。
- 記録史上、世界一背の低かった成人 - チャンドラ・バハドゥール・ダンギ（ ネパール）

男性。身長54.6 cm。2012年2月26日、ギネス世界記録認定。それまで世界一とされていたグル・モハメッド（身長約56 cm。体重17.0 kg。インド）は第2位となった。
記録史上、世界一背の低かった成人（女性）- ポーリン・マスターズ：身長約59 cm。
- 世界一体重の重い人間 - ジョン・ブラワー・ミノック（ アメリカ合衆国）：体重約635 kg[38]。

世界一体重の重い女性 - ロザリー・ブラッドフォード（ アメリカ合衆国）：体重約544 kg。
その他の身体的特徴
- 現在生存する世界一脚の長い女性 - スヴェトラナ・パンクラトワ（英語版）（ ロシア）

130cm。ロシア連邦ヴォルゴグラード州ヴォルゴグラード生まれ。ギネス世界記録認定。
- 髪が世界一長い人物 - 謝秋萍（ 中国）：女性。562.7 cm。広西チワン族自治区生まれ。ギネス世界記録認定。
- 爪が世界一長い人物 - クリス・ウォルトン（ アメリカ合衆国）

女性。全長601.9cm。ギネス世界記録認定。
- 眉毛が世界一長い人物 - 郑树森（ 中国）19.1 cm ギネス世界記録認定[39]。

身体能力
- 握力が世界一強い人物 - マグナス・サミュエルソン（ スウェーデン）：男性。握力192 kg。エステルイェータランド県生まれ。

チャリティー、フィランソロピー
- 世界で最も多くチャリティー事業に個人名義で寄付した人物 - マイケル・ジャクソン（ アメリカ合衆国）：ギネス世界記録認定。

資産
- 世界一の個人資産家 - イーロン・マスク（ アメリカ合衆国）：総資産3020億ドル（約34兆円）。

家系
- 最も長く家系が遺伝学で確認されている人物 - フーフトハウゼンとランゲ（ ドイツ）

ABCニュースによると、マンフレート・フーフトハウゼン (Manfred Huchthausen) とウーヴェ・ランゲ (Uwe Lange) は、約3000年前の青銅器時代に共通の祖先を持っている。ニーダーザクセン州で紀元前1000～700年に使われていたリヒテンシュタイン洞窟の骨から、特徴的で希少なDNAパターンが発見され、世界最長の家系として証明された。
- 最も長く家系が記録されている人物 - 孔子

孔子（紀元前552年9月28日‐紀元前479年3月9日）の家系図「孔子世家譜」は、世界で最も長い家系図とされ、2009年は孔子生誕2560年目に当たる。紀元前500年から現代まで記録され続けており、世界最長としてギネス世界記録に登録され、記録を更新中。
- 最も長く続いている王室・皇室 - 皇室（ 日本）※ 神話時代を含む

『ブリタニカ国際大百科事典』によると、日本の文献に「天皇」の文字が現れたのは7世紀である。CIAによる『ザ・ワールド・ファクトブック』の「独立 (INDEPENDENCE)」の項目では、第一に1947年5月3日（日本国憲法施行日）の記載があり、次いで神武天皇に基づく紀元前660年2月11日が「神話的日付（mythological date）」として記載されている。（ここでの「独立 (INDEPENDENCE)」は、「主権 (sovereignty)」が達成された「日付 (the date)」または、「何らかの重要な独立国家的出来事 (some significant nationhood event)」等を指す。）日本
1947年5月3日（明治憲法への修正として採択された現憲法）；著名な過去の日付：紀元前660年2月11日（神武天皇による建国という神話的日付）；1890年11月29日（立憲君主制を規定する明治憲法）
［Japan
3 May 1947 (current constitution adopted as amendment to Meiji Constitution); notable earlier dates: 11 February 660 B.C. (mythological date of the founding of the nation by Emperor JIMMU); 29 November 1890 (Meiji Constitution provides for constitutional monarchy)］ギネス世界記録では、世界で現存する「最古の統治家」（Oldest ruling house）として、日本の皇室と2019年に即位した第126代・徳仁天皇を挙げている。『コトバンク』によれば、「万世一系」（特に皇統が同一系統で続くこと）という語がある 一方、南北朝時代という皇統が分裂抗争した時代がある。
地位
- 在位期間
  - 国家元首として最長の在位期間を持つ人物（神話・伝説上の人物を除く）

- ムソマ・カニヨ（Musoma Kanijo, 西タンザニア・ンゼガ地方の族長）：98年以上在位したとされる（1864年〜1963年2月）。
- より確実な、国家元首として最長の在位期間を持つ人物（神話・伝説上の人物を除く）

- ペピ2世（エジプト第6王朝）：94年（ただし、64年説もある）。
- より確実な、中世以後の国家元首として最長の在位期間を持つ人物 - ルイ14世（フランス王国）：72年。

なお、女性君主として世界最長の在位記録を持つエリザベス2世グレートブリテンおよび北部アイルランド連合王国王（女王）（ イギリス）は、70年と140日で、わずかに及ばなかった。
- 国家元首として最短の在位期間を持つ人物 - ルイス・フィリペ（ポルトガル王国）：約20分。1908年2月1日、父王カルロス1世と共に襲撃され、父の崩御直後に本人も崩御した。
- 現時点で存命中の、最も長く元首（国王）の地位にある人物

- ブルネイ国王（スルターン）ハサナル・ボルキア（ ブルネイ）：1967年10月4日に即位し、2022年9月時点で在位は52年目。
cf. en:List of current reigning monarchs by length of reign
- 政府首班経験者の中で最長寿の死去 -  カンボジアの第21代首相、チャウ・セン・コクサル・チュム（103歳135日で死去）

ただし、生年月日がはっきりしないが、モロッコ大宰相のエル・ハジ・モハメド・エル・モクリ（1851年？～1957年9月16日没）はイスラム暦116歳（グレゴリオ暦112.5歳）で死去したという。
- 最も多くの国の国家元首 - グレートブリテンおよび北部アイルランド連合王国王（ イギリス）

現在はチャールズ3世。 カナダ、 オーストラリア、 ニュージーランドなど16か国。
- 世界の政権で最も多くの経歴を持つ政治家 - ノロドム・シハヌーク（ カンボジア）

2回にわたって王になり、1種類の大統領、2種類の首相、カンボジアの職名のない国家元首、多数の様々な地位に就き追放された政府のリーダーになった。
最年少・最高齢での達成
- 世界最低年齢での出産 - リナ・メディナ（ ペルー）

5歳7ヶ月21日で出産。かつてはギネス世界記録にも認定されていたが、人権・倫理上の問題により、現在は項目自体が無い。
- エベレスト登頂最年少 - ジョーダン・ロメロ（英語版）（ アメリカ合衆国）2010年5月22日に13歳314日で登頂。2010年9月より中国側登山ルートによる登山が18歳から60歳に年齢制限を制定したことで更新が不可能になり、制度が改正されない限り永久記録保持者となった。
- エベレスト登頂最年長 - 三浦雄一郎（ 日本）2013年5月23日に80歳223日で登頂
- 最高齢での学士号の取得 - ノラ・オクス

学士号取得時の年齢が世界最高齢。95歳でフォートヘイズ州立大学（アメリカ・カンザス州）を卒業。女性。
- 世界最高齢の宇宙飛行士 - ジョン・ハーシェル・グレン（ アメリカ合衆国）[49]

世界最高齢で宇宙へ行った宇宙飛行士 - ジョン・ハーシェル・グレン
77歳103日でスペースシャトル・ディスカバリー(STS-95)に搭乗。
- 世界最高齢の開業医 - フョードル・ウグロフ（英語版）（ ロシア）
- 世界最高齢の小学生 - キマニ・ンガンガ・マルゲ（ ケニア）

2009年8月、90歳・7年生で死亡（ケニアの小学校は8年制）。男性。エルドレットKapkenduiywo小学校に通った。
- 世界最高齢で公共交通機関を利用して世界一周をした人物 - 曻地三郎（ 日本）

105〜106歳で一般の定期便交通を乗り継ぎ、世界一周をした男性。2012年8月16日、ギネス世界記録認定。教育者としても著名。
- 世界最高齢の現役理容師 - 箱石シツイ（ 日本）

期間・継続
- 世界一柱の上に長く座り続けた人物 - 登塔者シメオン（シメオン・スティリテス）

459年に亡くなるまで、約39年間座り続けた。2009年現在、ギネス世界記録の中で、最も長く破られていない記録でもある。
その他
- 世界一多くの国家で紙幣の肖像に用いられている人物 - エリザベス2世（ イギリス）
- 世界一多くのピアスをしている人物 - エレイン・デビッドソン：2010年時点で6,725個。ブラジル生まれ、スコットランド在住の女性。
- 暗殺されかけた回数が世界一の人物。- フィデル・カストロ（ キューバ国家評議会・前議長）
- 世界一多くの航空会社を利用した人物 - チャーリィ古庄（本名・古庄隆治、 日本の航空写真家）：1996年1月から2010年代にかけて182社を利用し、うち156社について基準充足と認められる[51]。従来の記録は108社であった。
- 同一雑誌で連続して表紙モデル - 阿部寛：MEN'S NON-NOの創刊号から第43号まで連続43回　ギネス世界記録認定

## 建造物 ／建築物
交通に関する施設は「交通施設の節」を参照

### 遺跡

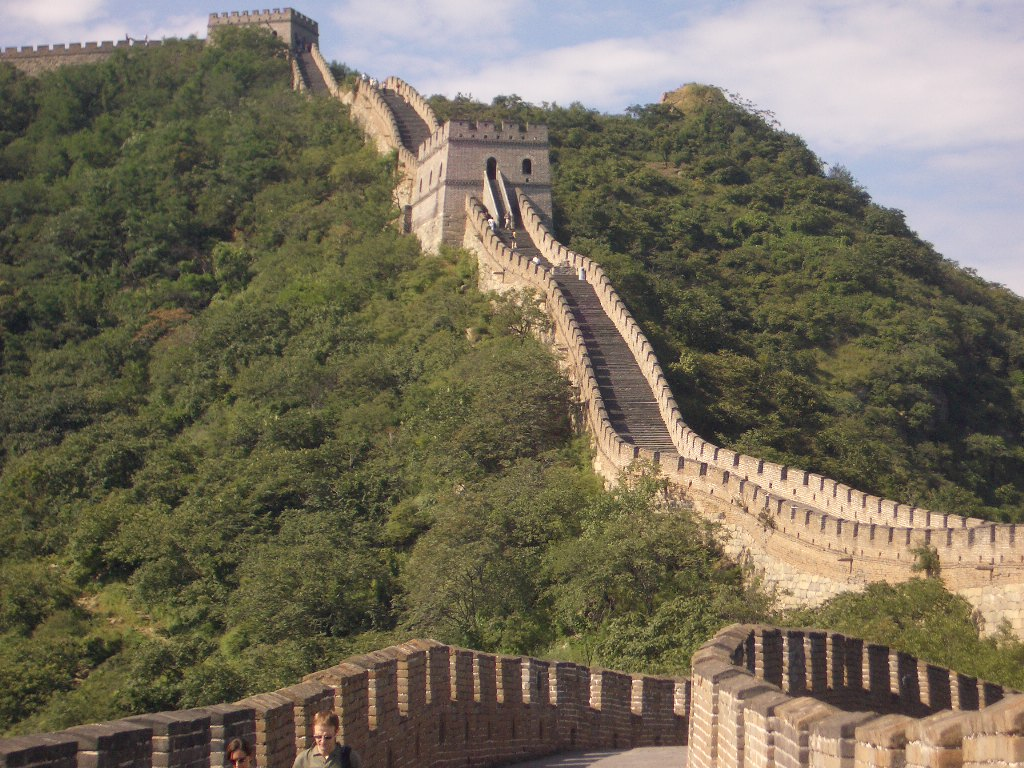
世界一長大な建築物／万里の長城

- 世界一長大な建築物、世界一長大な遺跡 - 万里の長城（ 中国）

総延長8,851.8km。
- （範囲が確定しているものでは）世界一面積が広い墓 - 大仙陵古墳（伝承：仁徳天皇陵、 日本）

46ha。
- 世界一体積の大きい墓 - ケツァルコアトルのピラミッド（en.  メキシコ）

体積330万m3（高さ54m、面積18.2ha）。
- 最も高いピラミッド - ギザの大ピラミッド（ エジプト）

137.5m。

### 寺社・教会・城郭・宮殿
- 世界一高い教会堂 - ウルム大聖堂（ ドイツ）、全高161m。
  - ちなみに、世界一高い、教会を含む雑居ビルはシカゴ・テンプル・ビルディング（ アメリカ合衆国）、全高173m。
- 世界一高い仏塔-ワット・プラパトムチェーディー（ タイ）、全高120.45m。
- 伝統工法としては世界最大の木造建築寺院。東大寺大仏殿（ 日本）、全高45m。
- 純木造としては世界一高い仏塔 - 教王護国寺五重塔（ 日本）、全高50m。
- 世界一大きい古代の城 - プラハ城（ チェコ）- ギネス世界記録認定。
- 世界一床面積の大きい宮殿 - イスタナ・ヌルル・イマン（ ブルネイ）- ギネス世界記録認定。

### ビルディング / 超高層ビル
高さ
- 世界一高い超高層ビル・建築物・建造物 - ブルジュ・ハリーファ（旧ブルジュ・ドバイ[54]）（ アラブ首長国連邦）、全高（尖塔高）828.0m、軒高（ビル本体の屋根の地上高）636.0mで、いずれも2022年時点で世界一。162階建て[55]。
- 世界一高い展望台を持つビル - 上海中心（ 中国）展望台の高さ561m。
- 世界一高い二棟並立型超高層ビル - ペトロナスツインタワー（ マレーシア）、全高451.9m、軒高378.6m、88階建て。
- 世界一高い住宅（居住用ビル）- プリンセスタワー（ アラブ首長国連邦）、全高414m、107階建て。
- 世界一高いホテルを持つビル - 環球貿易広場（ 香港）、全高484m、118階建て。
- 世界一高い時計台を持つビル - アブラージュ・アル・ベイト・タワーズ（ サウジアラビア）、全高601m、120階建て。
- 世界一高い大学校舎ビル - モスクワ大学（ ロシア）、全高240m。
- 世界一高い病院ビル - ガイズ・ホスピタル（英語版）（ イギリス）、全高（＝軒高）143m。
- 世界一高い図書館ビル - 上海図書館（ 中国）、全高106m。
- 世界一高い無鉄骨ビル - パーク・タワー（英語版）（ アメリカ）、全高257m。
- 世界一高いアーチ型建造物 - 東方之門（ 中国）、301.8m。
- 世界一高い空きビル - 高銀金融117（ 中国）、595.5m[56]。

面積
- 延床面積世界最大のビルディング - 新世紀環球中心（ 中国）、延床面積176万m2。
- 世界最大のオフィスビル - ペンタゴン（ アメリカ国防総省本庁舎）、延床面積61万6540m2（執務スペース面積：34万4280m2）、廊下総延長約28km、階段数131基。
- 世界最大の企業本社ビル - 中国中央電視台本部ビル（ 中国）、延床面積47万3千m2。
- 世界最大のカジノ - ザ・ベネチアン・マカオ（ マカオ特別行政区）、約51,000m2。

### 塔
※塔（タワー）の全高（頂上高）は、その構造上、尖塔高（頂上にあるアンテナなどの先端の地上高）を意味する場合が多い。
総合
- 史上最も背の高かった塔 - ワルシャワラジオ塔（ ポーランド）

全高 646.38 mの支線型鉄塔で、電波塔。1974年竣工。1991年に倒壊するまで、世界一背の高い建築物でもあった。その後、ブルジュ・ハリファ (829.8 m) が登場したことで建築物としての史上第1位ではなくなった。
- 現存する世界一背の高い塔 - 東京スカイツリー（ 日本）: 全高 634 m。2012年竣工。

史上最も背の高い自立型の塔 - 東京スカイツリー（ 日本）
世界一背の高い支線型の塔 - KVLYテレビ塔（旧称：KTHIテレビ塔）（ アメリカ合衆国）: 全高 628.8 m。1963年竣工。
素材別
- 史上最も背の高かった鉄塔 - ワルシャワラジオ塔（ ポーランド）
- 現存する世界一背の高い鉄塔 - 東京スカイツリー（ 日本）

史上最も背の高い自立型の鉄塔 - 上に同じ
世界一背の高い支線型の鉄塔 - KVLYテレビ塔（旧称：KTHIテレビ塔）（ アメリカ合衆国）
世界一背の高い錬鉄製鉄塔 - エッフェル塔（ フランス）。全高 324.00 m、棟高 300.65 m。1889年竣工。
- 世界一背の高いコンクリート塔 - CNタワー（ カナダ）。全高 553.33 m。1976年竣工。
- 史上最も背の高い石塔 - 主体思想塔（ 北朝鮮）。全高 170 m。1982年竣工。
- 世界一背の高い木造の塔 - グリヴィツェラジオ塔（英語版） (Gliwice Radio Tower) （ ポーランド）。全高118m。1935年竣工。
- 世界一背の高い無鉄骨塔 - 京都タワー（ 日本）

無鉄骨塔の部分は特殊鋼によるモノコック構造で、高さは 100.00 m。鉄骨を使用したビルディングである土台部分は高さ 31.00 mで、地上高は合わせて 131.00 m。1964年竣工。
用途別
- 史上最も背の高かった電波塔 - ワルシャワラジオ塔（ ポーランド）
- 世界一背の高い電波塔 - 東京スカイツリー（ 日本）

史上最も背の高い自立型の電波塔 - 東京スカイツリー（ 日本）
世界一背の高い支線型の電波塔 - KVLYテレビ塔（旧称：KTHIテレビ塔）（ アメリカ合衆国）
- 史上最も背の高い観光塔 - 東京スカイツリー（ 日本）
- 史上最も背の高かった、研究調査用の塔 - BRENタワー（英語版）（ アメリカ合衆国）

全高 465 m。アメリカ合衆国エネルギー省ネバダ核実験場の支線型鉄塔。1962年竣工。2006年閉鎖、2012年解体。
史上最も背の高いエレベーター試験塔 - H1 TOWER（ 中国）
地上高 273.8 m、地下深度 15.0 m、建物全高 288.8 m 。中国の広州市にて2020年に竣工した日立グループのエレベーター試験塔。
- 史上最も背の高い橋梁主塔 - 明石海峡大橋主塔（ 日本）

海面上の高さだけで 298.3 m。1992年竣工。
- 史上最も背の高いモニュメント（記念塔） - ジェファーソン・ナショナル・エクスパンション・メモリアルのゲートウェイ・アーチ（ アメリカ合衆国）

全高 192 m。1965年竣工。主に鉄筋コンクリート構造。
- その他

- 世界一背の高いアーチ - ジェファーソン・ナショナル・エクスパンション・メモリアルのゲートウェイ・アーチ（ アメリカ合衆国）

### 灯台
- 史上最も高かった灯台 - アレクサンドリアの大灯台（ エジプト）（14世紀に全壊）。全高134m、棟高不明。
- 現存する世界一高い灯台 - ジッダ灯台（en.  サウジアラビア）全高133m。

### 像
- 世界一高い像 - 統一の像（ インド）全高約240m。像高約182m

- 世界一高い仏像 - レイチュンセッチャー大仏（ ミャンマー）全高129.5m（像高116m、台座13.5m）の釈迦立像。
  - 世界一高い仏像（台座を含む）- 魯山大仏  中国）全高約208m。像高約106m。
- 世界一高いブロンズ製人型建造物 - 牛久大仏（ 日本）全高120m。像高約100m。
- 世界一大きいブロンズ製釈迦涅槃像 - 南蔵院（篠栗町）（ 日本）全長41m。像高約11m。

### 噴水
- 世界一大きい噴水 - 富の泉（ シンガポール）、敷地面積1,683m2。
- 世界一長い噴水群 - 盤浦大橋（ 韓国）、全長570mに渡って噴水が配置されている。
- 世界一高くまで噴き上がる噴水 - ファハド王の噴水（ サウジアラビア）、260m（853フィート）。

### 広場・公園・集会場

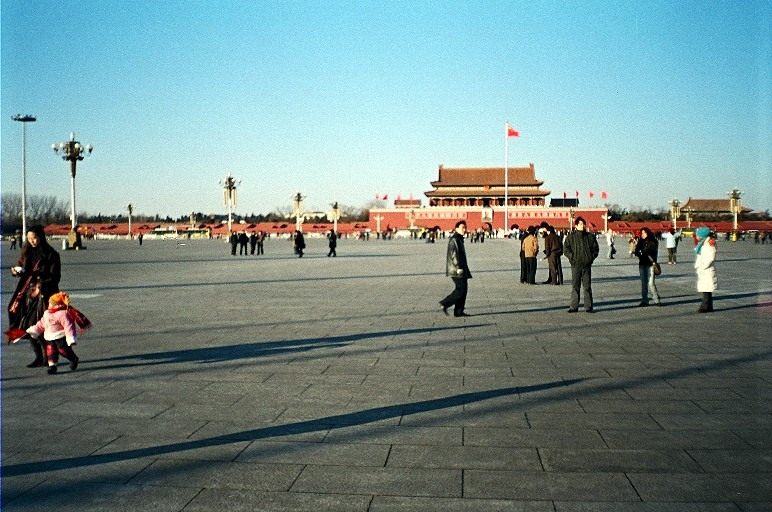
世界一大きい広場／天安門広場

- 世界一大きい広場、集会場 - 天安門広場（ 中国）、50万人を収容できる。0.4km2。
- 世界一小さい公園 - 世界一小さな公園（ 日本）、0.24m2。

### テーマパーク
- 世界最大のテーマパーク - ウォルト・ディズニー・ワールド・リゾート（ アメリカ合衆国）約122km2。年間入場者数も世界一。16,972,000人[59]。
- 世界一大きな水族館 - 珠海長隆海洋王国（en.  中国）総水量4875万リットル（1287万米ガロン）。
  - 世界一大きな水槽 - 同上。水量2270万リットル。
  - 世界一大きなアクリルパネル - 同上。39.6 m×8.3 m。
- テーマパークの乗り物（観覧車、ジェットコースターなど）- 乗り物に関する世界一の一覧#アミューズメント施設を参照のこと。

### プラント
- 世界一高い石油プラットフォーム - ペトロニアスプラットフォーム（en.  アメリカ合衆国）。610m。
- 世界一高い煙突 - エキバストス第二発電所の煙突（ カザフスタン）419.7m。
- 堤高世界一のダム - ヌレークダム（ タジキスタン）300m。

### 地下

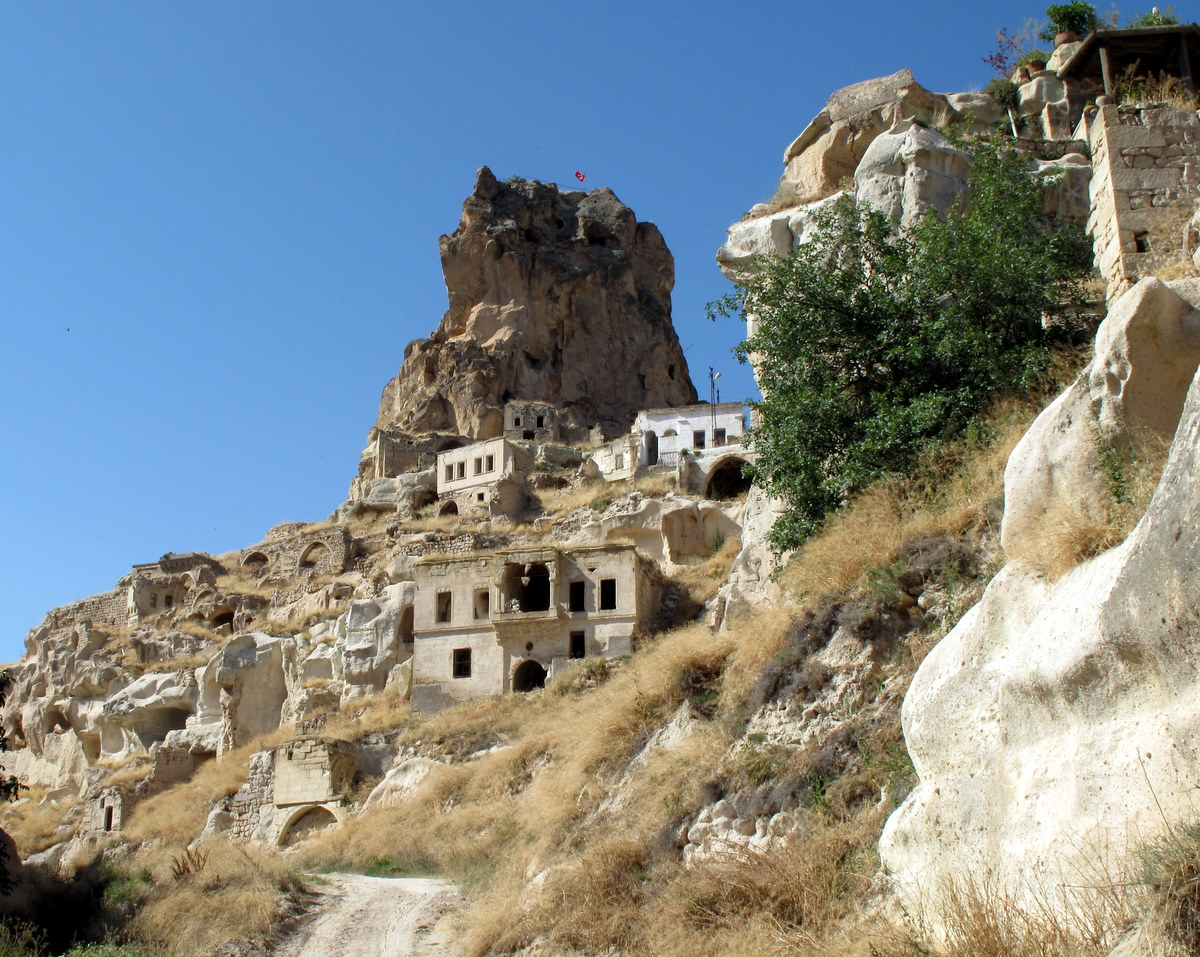
世界最大の地下都市／カッパドキア

- カッパドキア（ トルコ）- 世界最大の地下都市。
- モントリオール地下街（en.  カナダ）- 世界最大の地下街。
- PATH（en.  カナダ）- 世界最大の地下商業施設。

### 門・扉・壁・屋根
- 平壌凱旋門（ 北朝鮮）- 世界一高い凱旋門。60m。
- ケネディ宇宙センターロケット組立棟（ アメリカ合衆国）- 世界一大きなドア。 高さ139m
- ミレニアム・ドーム（ イギリス）- 世界最大の単一の屋根を持つ建造物。
- 種子島宇宙センターロケット組立棟（ 日本）- 世界一大きな引き戸高さ71m

### その他
- チャカルタヤ（ ボリビア）- 最も高い場所にあるスキー場。海抜約5,300m。
- 名古屋市科学館（ 日本）- 世界最大のプラネタリウム。ドーム直径35m。ギネス世界記録認定。
- 郡山市ふれあい科学館宇宙劇場（ 日本）- 世界一地上から高い所にあるプラネタリウム。高さ104.25m。ギネス世界記録認定。
- 石巻市水産物地方卸売市場石巻売場（ 日本） - 最も長い魚市場。1974年に現在地に移転し、この時点で延長654mあったが、東北地方太平洋沖地震（東日本大震災）による津波で全壊ののち、2015年8月に再建、設備拡充で延長875.47mに延びた。2021年9月にギネス認定[60]。
- ドバイ・モール（ アラブ首長国連邦）- 世界一大きなショッピングセンター。総面積約111.5万m2、屋内フロア約55万m2。
- 華南MALL（ 中国）- 世界一総賃貸面積の大きなショッピングセンター。
- 三亜海棠湾免税ショッピングセンター - 世界最大の免税店。
- Mandalay Bay Resort and Casino - 世界最大のコンベンションセンター。
- ダマスカス・ゲート（en.  シリア・ダマスカス）- 世界最大のレストラン。
- ドイツ博物館 - 世界最大の科学博物館。
- シティ・モンテッソーリ・スクール（ インド）- 世界一大きな学校。生徒数4万5000人以上。
- メトロ・ワールド・チャイルド - 世界最大の教会学校。
- サン・アルフォンソ・デル・マル（en.  チリ・サンティアゴ）- ギネス世界記録認定の世界最大のプール（海水プール。全長1,013m、面積約8万m2、水量250万ℓ、最深部の水深3.5m）。シーサイドリゾート内施設。
- ディープダイブ・ドバイ（ アラブ首長国連邦） - 世界一深いプール[61]。
- 全ロシア博覧センターのスケートリンク - 世界一大きなスケートリンク。
- エトガー・ケレトの家（ ポーランド）- 世界一狭い家。幅92cm[62]。

### 施設
- 点と点を物理的に繋ぐ人工構造物。港は人工構造物（港湾）。自然物としての湾は「海」。

#### 道
- セモ・ラ (en:Semo La) の道（ 中国）- 正確に測量された[† 9] 標高世界一の自動車通過可能道路。海抜5,565m[† 10][63]。
- 日光杉並木（ 日本）- 世界一長い並木道。35.41km、ギネス世界記録認定。
- ニュルブルクリンク（ ドイツ）- 世界一長いサーキット（ロードコース）。ニュルブルクに所在。全長22.810km（北コース）、30.510km（南北合計）。北コース単体でも世界一である。
- エベネザー・プレイス（ イギリス）- 世界一短い通り。2.06m、ギネス世界記録認定。
- シュプロイアーホフ通り（ ドイツ）- 世界一狭い通り。31cm、ギネス世界記録認定。
- 7月9日大通り（ アルゼンチン）- 世界一広い通り。

#### 橋
＊地上に長い区間連続して架けられている橋は高架橋 (viaduct) という。

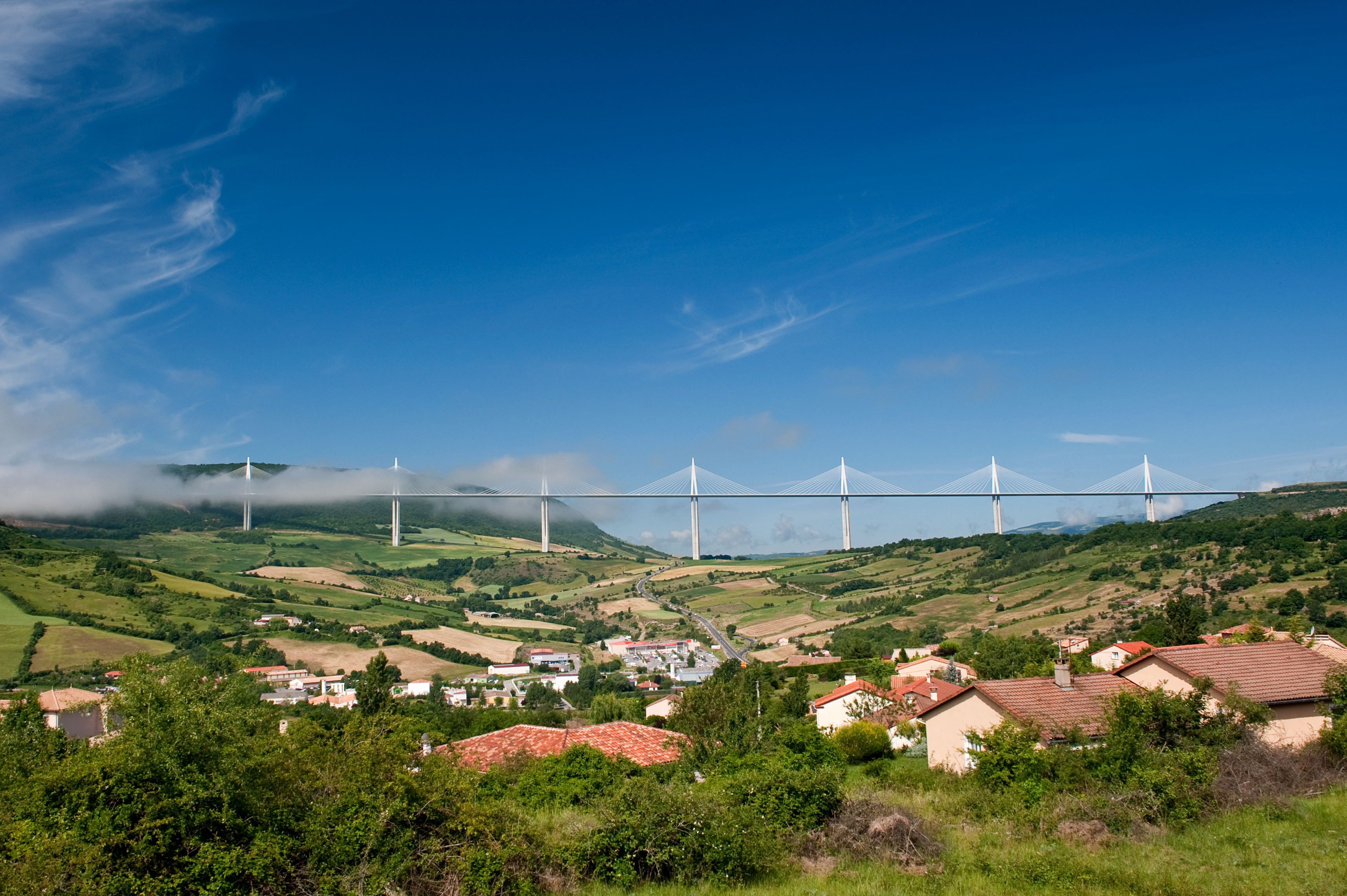
世界一高い橋／ミヨー橋

- ミヨー橋（ フランス）- 世界一高い橋。最も高い第2主塔の地上高が343m。道路部は270m。
- 四渡河特大橋（en.  中国）- 世界一高い橋。地上から橋までの高さが約496m。
- バルアルテ橋（en.  メキシコ）- 世界一高い斜張橋。地上から橋までの高さが約402m。
- 港珠澳大橋（ 中国）- 世界一長い橋（道路橋）。49.968km。高架橋を除く水上に架かる橋梁では世界最長かつ世界一長い海上に架かる橋。
- 丹陽-昆山特大橋（ 中国）- 世界一長い高架橋（鉄道橋、京滬高速鉄道）。164.8km。
- バンナ自動車道（en.  タイ）- 世界一長い高架橋（道路橋）。54.0km。
- 瀬戸大橋（ 日本）- 世界一長い道路・鉄道併用橋。13.1km（橋梁部9,368 m、高架橋部3,732m）。
- コンフェデレーション橋（ カナダ）- 世界一長い氷上に架かる橋。12.9km。
- 蓬萊橋（ 日本）- 世界一長い木造橋。897.422m。
- チャナッカレ1915橋（ トルコ）- 中央径間長（中央支間長）が世界一長い吊橋。2,023m。
- 蘇通長江公路大橋（ 中国）- 中央径間長が世界一長い斜張橋。1088m[64]。
- ルースキー島連絡橋（ ロシア）- 世界最長の斜張橋。全長約3.1km。
- 嘉興・紹興海橋（en.  中国）- 世界最長の斜張橋。全長約10km。
- シドニー・ハーバー・ブリッジ（ オーストラリア）- 世界一車線の数が多い橋。車道だけで8車線、そのほか複線の鉄道線路と歩道を備える。

#### トンネル
- キャッツキルアケダクト（ アメリカ合衆国）- 土木構造物として世界一長いトンネル[65]。アショカン貯水池からニューヨーク市までの上水道導水路。147.2km。
- ゴッタルドベーストンネル（ スイス）- 世界一長い陸上鉄道トンネル。57.1km。
- 青函トンネル（ 日本）- 世界一長い海底鉄道トンネル。53.85km（別名「ゾーン539」）。海底部23.3km。
- 英仏海峡トンネル（ イギリス、 フランス）- 世界一海底部の総距離が長い鉄道トンネル。50.5km。海底部37.9km。
- ラルダールトンネル（ ノルウェー）- 世界一長い道路トンネル。24.510km。
- 山手トンネル（ 日本）- 世界一長い高速道路トンネル。18,200m[66]。
- ルフルケトンネル（en.  ノルウェー）世界最長かつ最深の海底道路トンネル。長さ14.4km、深さ−292m[67]。

#### 港湾

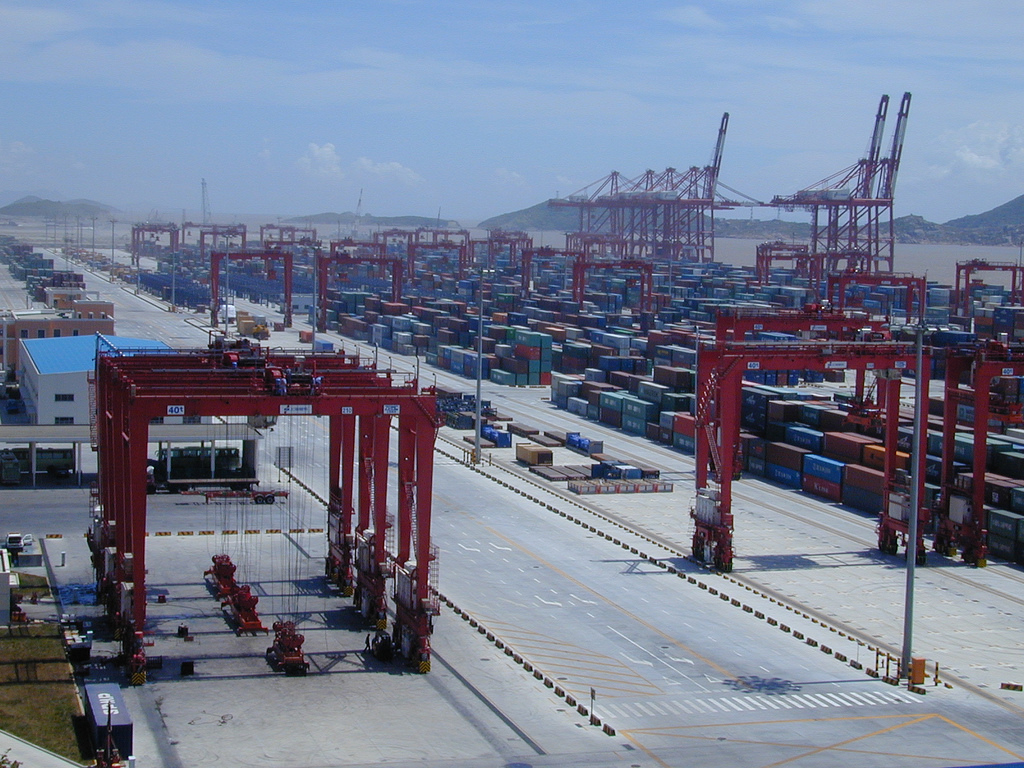
海上コンテナ取り扱い量世界一／上海港

- 上海港 ( 中国）- 海上コンテナ取り扱い量世界一（2010年）
- ダルース港（ アメリカ合衆国ミネソタ州）- 世界一内陸に位置する港湾。大西洋のセントローレンス川河口から約3,700km。
- ノーフォーク港 - 世界最大の軍港。

#### 空港
- 稲城亜丁空港（ 中国）- 世界一標高の高い空港。海抜4,411m。
- チャムド・バンダ空港（ 中国）- 世界一滑走路の長い空港。5.5 km。
- キング・ファハド国際空港（ サウジアラビア）- 世界一の空港敷地面積。780 km2（東京23区 622km2）。
- ハーツフィールド・ジャクソン・アトランタ国際空港（ アメリカ合衆国ジョージア州）- 世界一の年間乗降客数。84,847千人。世界一の年間発着回数。976,447回（2006年度）[68]。
- メンフィス国際空港（ アメリカ合衆国テネシー州）- 世界一の貨物取扱量。3,692,081 t（2006年度）[68]。
- ファンチョ・E・ヨラウスクィン飛行場（オランダ領 オランダ領アンティル）- 商用空港で世界一短い滑走路を持つ空港。全長396 m。

## 技術

### 機械
- 世界最小のネジ加工 - M0.3相当[69]
- 世界最小の樹脂ネジ加工 - M1.2[70]
- 世界一小さい電磁クラッチ - 小倉クラッチ製MC0.4型、直径19mm。

### 時計
- 世界一正確な時計 - 香取秀俊が開発した原子時計( 日本)。誤差は300億年に対し1秒[71]。
- 世界一大きな時計 - コスモクロック21（ 日本）。観覧車の支柱が秒針となっている。直径100m[72]。
- 世界一文字盤の大きな時計 - アブラージュ・アル・ベイト・タワーズの時計（ サウジアラビア、メッカ）。直径46m。
- 世界一高い時計台 - アブラージュ・アル・ベイト・タワーズ（ サウジアラビア、メッカ）。601m。
- 世界最大の砂時計 - 仁摩サンドミュージアム砂暦（ 日本）。1tの砂を1年かけて落とす、1年計砂時計[73]。

### 兵器
- 世界一威力の大きな爆弾 - ツァーリ・ボンバ（水素爆弾）。正式名RDS-220。なお、ノヴァヤゼムリャでこの爆弾を用いて行われた核実験は世界一威力の大きな核実験で、その時の核出力は50メガトン。衝撃波が地球を3周した。
- 最大の威力を持つ通常爆弾 - ATBIP（ ロシア）。米国のMOABに対抗して作られたもの。
- 世界一量産された自動小銃 - AK-47
- 世界最大の海上合同軍事演習 - RIMPAC

### 電力
- 世界最大出力の水力発電ダム - イタイプダム（ ブラジルと パラグアイ）

出力1,260万kW。日本の平均的な原子力発電所10基分に相当する。
- 世界一出力が低い原子炉 - 近畿大学原子炉。1W[74]。
- 世界一送電電圧が高く、世界一送電量が多い送電線 - 皖電東送
- 世界一長持ちするアルカリ乾電池 - EVOLTA乾電池。松下電器産業製。使用推奨期限10年。ギネス世界記録認定。
- 世界最大の容量、サイズ、重量の水力発電用タービン - 三峡ダムに使われる水力発電タービン。直径10.07m、高さ5.4m、重さ416t[75]。
  - 年間発電量も世界一
- 世界一危険視されている原子力発電所 - メツァモール原子力発電所（ アルメニア）

地震多発地帯に立地していながら、原子炉は格納容器を持たない旧式のロシア型加圧水型で、しかも30年以上操業と施設の老朽化が進んでいる。また、1988年に発生した大地震の際は、運転員の多くが現場を放棄して逃げ出している。これらのことから、国際原子力機関 (IAEA) が「世界で最も危険なランクに入る原発の一つ」としている など、「世界で最も危険」と紹介される例が多い。隣国トルコは「いつ爆発してもおかしくない古びた原子爆弾」に譬え、稼動停止を1980年代から訴えて続けている。
- 世界で最も電力を消費する加速器（「世界最高"出力"の加速器」）- LHC 。7TeVまで加速した陽子同士を正面衝突させることにより14TeVの衝突実験も可能。

### 宇宙開発
- スペースデブリ発生数最多の国 -  ロシア（ソビエト連邦時代を含む）[79]

5,565個（2011年時点）。内訳は、廃棄人工衛星1,389個、ロケット機体や破片4,176個。
（参考）第2位 アメリカ合衆国（4,780個）、第3位 中国（3,153個）、第4位 フランス（462個）、第5位 日本（188個）、その他の諸国（819個）。
ただし、意図的なスペースデブリ散布を含めるとプロジェクト・ウェストフォードを実施したアメリカ合衆国が4億8000万個で1位。
- 史上最悪のスペースデブリ発生事件 - 気象衛星「風雲1号C」（ 中国）の破壊実験[79][80]

中国は宇宙開発に携わる各国の抗議を無視して、2007年1月11日、老朽化した風雲1号Cを弾道ミサイルによる人工衛星破壊実験（衛星攻撃兵器実験）の標的として爆破し、観測可能なものだけで2,841個以上 という桁外れに多数のスペースデブリ（宇宙ごみ）を発生させた。宇宙開発にとって大きな脅威となる軌道高度850km（数百年間は自然落下しない安定高度であり、ケスラーシンドロームが危惧される空間）周辺にばら撒かれた障害物は、ケスラーシンドロームの理論を裏付けるように増加の一途をたどり、2010年9月の観測では3,037個にまで増えている。
- 地球からもっとも遠い位置にある人工物体　-　ボイジャー1号 。2018年11月15日の時点で地球から約216億4000万km（144.65AU）離れており[85]、太陽との相対速度が秒速17.000kmで離れ続けている。

### コンピュータ
ハードウェア
- 世界一小さいトランジスタ - ニューサウスウェールズ大学とウィスコンシン大学マディソン校が開発。電極幅0.25nm。（2010年5月発表）
- 世界最速のクロック周波数を持つCPU - IBMのz196プロセッサ、5.2GHz（2010年7月発表）
- 世界最速のスーパーコンピュータ - TOP500を参照のこと。半年ごとにランキングが更新される。
- 電力あたりの演算性能が世界最速のスーパーコンピュータ - Green500を参照のこと。半年ごとにランキングが更新される。

ソフトウェア
- パソコン市場で世界一の市場占有率のオペレーティングシステム - Microsoft Windows
- 24時間でのダウンロード数が世界最多となったソフトウェア - Mozilla Firefox3.0。2008年6月17日の公開からの24時間のダウンロード件数8,002,530件、ギネス世界記録認定。
- 世界で最も使用されているプログラミング言語 - 1位Java、2位C言語、3位Python。2019年1月のTIOBE Indexによる[86]。
- 世界最大の大規模文字セット - TRONコード、150万字を収録可能。拡張も可。他の大規模文字セットであるUnicode（最大約111万字）やGT書体（約10万字想定）を内部に包括するほか、かつては今昔文字鏡（現在約16万字）も含まれていた。

### 映像・音響
- en:Suzhou Harmony Times Squareの大型スクリーン - 世界最大の映像スクリーン。高さ32m、幅500m、面積16000m2。
  - 世界一長い映像スクリーンでもある。
- 映画館「ロッテシネマ ワールドタワー」の「SUPER PLEX G」に設置されたスクリーン - 世界最大の映画スクリーン。

### 掘削
ボーリング
- 世界最深記録 - 12262m。コラ半島超深度掘削坑SG-3坑。
- 水平方向を含む最長記録 - 12345m。サハリン1Odoptu OP-11油井。水平方向11475m。
- 海上の最深記録 - 7740m。深海掘削船ちきゅうA孔。水深6883.5m。
- 世界最大の人工の穴 - ミール鉱山
- 世界最大の露天掘り銅山 - チュキカマタ鉱山。深さ450m、埋蔵量88億トン[87]。

### その他
- 世界一長い木製ベンチ - 富山県南砺市の瑞泉寺境内に設けられた木製ベンチ（ 日本）

全長653.02m。2011年8月28日に設置され、ギネス世界記録に認定された。
- 世界最大の醸造用木樽[89][90] - フンドーキン醤油の容量540kL の醸造用木樽[89][91]（ 日本）

容量540kL（1L の醤油用PETボトル54万本分に相当）。高さ・直径ともに9m。厚さは側板が9cm、底板は11.5cm。重さ45t。数量1基。所在地は大分県臼杵市。厳密にはフンドーキン醤油の子会社である大分醤油協同組合の所有。
2002年に完成した後、3年醸造醤油の完成を見て2007年4月にギネス世界記録認定。
紙飛行機
- 最長飛行記録 - 252ft ７in (77.134m)

2022年2月26日、Kim　Kyu Tae（ 韓国）が屋内の無風環境にて、A4判の紙を切らずに作った紙飛行機（折り紙飛行機）を飛ばして記録（ギネス世界記録認定）。※出典と詳細については「紙飛行機#世界記録」を参照のこと。
- 飛行滞空時間の最長記録 - 27秒9

2009年4月11日、戸田拓夫（ 日本）が屋内の無風環境にて、A5判のサトウキビ加工紙を切らずに作った紙飛行機（折り紙飛行機）を飛ばして記録（ギネス世界記録認定）。※出典と詳細については上に同じ。

## 国家・地域
- モノウィ - 定住人口が世界一少ない自治体（1人、2020年）。アメリカ・ネブラスカ州ボイド郡所在。
  - 郵便番号も割り当てられている。日本なら限界集落未満になる。

### 領土・領土面積
- モンゴル帝国 - 歴史上最大の領土を持った国（1206年–1368年）。一時は、ユーラシア大陸の大部分にまたがる世界帝国を創り上げ、当時の世界の全人口の約半数以上が支配下となった。
- イギリス帝国 - 歴史上最大の植民地を持った国。約3千万km2。

### 期間
- サンマリノ - 最も長く存続している共和国。
  - 石工マリヌス（のちの聖マリヌス（Saint Marinus））がキリスト教迫害を逃れて当地に入った301年9月3日を、同国の基盤が築かれた、すなわち「建国の日」と見なしており、これをもって世界に広く「現存最古の共和国」と認識されている。当地において共和制を敷く共同体は5世紀半ばまでに形成されていたと考えられるが、同国の名が文献に現れるのは951年のことである。

### 戦争
- ユトランド沖海戦 - 交戦艦艇の総トン数と単一戦闘に参加した艦艇の総トン数において史上最大の海戦。
- イギリス・ザンジバル戦争 - 世界史上最も短い戦争。1896年8月27日9時0分に戦争が開始され、9時40分に終了したとされる（厳密な時間は38分から45分まで諸説ある）
- 第二次世界大戦 - 世界史上で規模・動員人数・費用・死者数共に最大の戦争。死者数推計5,000〜8,000万人、動員数推定1億1,000万人、主要参戦国の戦費総額推定1兆ドル以上。 戦闘は欧州・アフリカ・アジアを中心に世界全域で行われた。当時の列強国を中心とした、永世中立国を除く全国家が枢軸国もしくは連合国に属して戦った。
- 赤軍 - 史上最大の規模を持った軍隊。第二次世界大戦時の予備役、後方支援等を含めた総動員数推定3,440万人。

## 都市
- 東京圏（ 日本）- 世界最大の経済都市（都市GDP）
  - 東京圏の経済規模は1兆9975億ドル、第2位のニューヨーク圏は1兆1819億ドル[94]。
- 東京圏（ 日本）- 世界最大の都市圏人口。約3800万人で、世界一のメガシティ。
  - 二位のデリーは2263万人。
- ムンバイ市（ インド）- 世界最大の市域人口。1300万人以上。
  - これは東京都の人口にほぼ等しい。
- クアラルンプール（ マレーシア）- 世界一富豪（100万米ドル以上の資産を持つ資産家）の数が多い都市。1万3,800人。

## 社会

### 政治
- 家永教科書裁判（ 日本）- 世界一長い民事訴訟だった。一次訴訟から最高裁判決まで32年。ギネス世界記録認定。
- マグダレナ・アンデション（ スウェーデン） - 世界一短命だった内閣総理大臣。スウェーデン社会民主労働党党首。2021年11月24日、首相に推され就任したが、直後に予算案が否決され野党案が可決。緑の党が連立政権を離脱したため25日朝に内閣総辞職。在任8時間。

#### 金融
- 国際通貨基金 - 資本金が世界最大の国際金融機関。
- 連邦準備銀行（ アメリカ合衆国）- 金保有量が世界最大の金融機関。
- ノースリッジ地震（ アメリカ合衆国）- 地震による保険金の支払額が過去最高。203億米ドル。
- 中国の基礎健康保険 - 加入者数が世界最大の健康保険制度。12億5000万人。

#### 通貨・切手
- 1000スイス・フラン紙幣 - 2023年現在発行されている世界最高額（貨幣価値）の紙幣。2023年10月現在日本円にして16万円程度。
- 1万シンガポールドル紙幣 - 現在有効な世界最高額（貨幣価値）の紙幣。日本円にして、2015年4月29日時点で902,034円[95]。

ちなみに、アメリカにはかつて10万ドル札が存在した（同、1,180万円超）。一般流通用ではなく、財務省・連邦準備銀行間などでのやり取りで使用する金証券としてであった。肖像は、ウッドロウ・ウィルソン第28代米大統領。人生ゲームにも登場した。
- 10垓ペンゲー紙幣（紙幣には10億兆（ハンガリー語: EGYMILLIÁRD B.）と書かれている）- 世界最高額（額面）の紙幣。1946年、ハンガリーにおける世界史上最悪のインフレーションの時に発行された。約890万枚で1円。
- 100兆ジンバブエ・ドル紙幣（第4世代）- 額面表記での0の数が最も多い紙幣（14個）。10垓ペンゲー紙幣は0を省略。
- ユーゴスラビア・ディナール - 世界最速間隔のデノミネーションが行われた通貨。23日。
- スイス・フラン紙幣 - 世界一偽造が困難な紙幣。19箇所に、偽造防止技術が施されている。
- 大明通行宝鈔 (zh) 一貫券 - 世界一大きい紙幣。1375年に、明で発行された。縦338mm × 横220mm
- メイプルリーフ金貨（ カナダ）- 世界一流通量の多い金貨。
- カンガルー金貨（ オーストラリア）- 世界一大きい金貨。直径80cm、厚さ13cm、重さ1,012kg[96]。
- 5スイス・フラン硬貨、500円硬貨 - 一般流通用で世界最高額（貨幣価値）の硬貨。両者の順位は為替レートにより変動する。
- 国連首脳会議記念切手 - 世界一大きい切手。リベリアが発行したもの。69.5mm×315mm。
- 切手紙幣 - 世界一小さい紙幣。1915年に、ロシアで発行された。物資不足のため、切手を紙幣に流用したもの。縦30mm × 横24mm。

### 犯罪
- バージニア工科大学銃乱射事件（ アメリカ合衆国）- 死者数において歴史上最大のスクールシューティング事件（教育機関での銃乱射事件）。アメリカ・バージニア州で2007年4月16日に発生。死者32人・負傷者15人。容疑者も自殺。
- モナ・リザ盗難事件 - 世界最高額の窃盗事件。

## 言語

### 国語・公用語
- 母語として用いる話者数が世界一多い言語 - 中国語（北京官話）。およそ10億人以上。
- 外国語として学んでいる話者数が世界一多い言語 - 英語（アメリカ英語）。世界で最も多くの国・地域で使用されている言語であり、使用国数は80カ国以上を数える。

### 音声
音素
- 音素が世界一多い言語（の一つ？）。コイサン語、50を超える吸着音と140を超える音素を持つ。
- 子音が世界一多い言語 - ウビフ語（80個）
- 母音が世界一多い言語 - セダン語（英語版） - 55個。

音節
- 音節が世界一多い言語（の一つ）- 英語 - 約30,000音節。
- 音節が世界一少ない言語（の一つ）- ハワイ語 - 35音節。

### 文字
- 世界一文字数が多い文字群 - 漢字 - 中国白話字、簡体字、方言字、甲骨文字、篆書、日本国字、韓国国字、などの各種漢字を合わせると100,000種類以上。
  - 単一の言語で最も文字数の多いものは中国語で、1994年に出版された『中華字海』という辞典は、85,568字（補遺には日本語や韓国語の漢字も含む）を収録している。

表音素文字（アルファベットなど）
- アルファベットが最も多い言語 - カンボジア語 - 74個。
- アルファベットが最も少ない言語 - ロトカス語 - A・E・I・G・K・O・P・R・S・T・U・V の12個[要出典]。パプアニューギニアのブーゲンビル島で使われている。

表音節文字（仮名など）
- 世界一文字数が少ない表音節文字（の一つ）。平仮名と片仮名 - 基本的な文字の数は48（現代語で使用しないゐ/ヰとゑ/ヱを含む）。
- 世界一文字数が多い表音節文字（の一つ）- 涼山規範彝文 - 800文字以上。

表語文字（漢字など）
一つの文字の画数

世界一画数が多いとされることがある文字（たいと）

- 1文字の画数が世界一多い文字 - 世界最大の漢字辞典である漢語大字典および世界最大の漢和辞典である大漢和辞典に出典がある漢字では、「𠔻」と「𠔻」の64画が最多。その他にビャンビャン麺の「ビャン」は字体にバリエーションがあり、64画を超えるものもある。国字ではたいと () の84画が最多である。姓として実在したとされるが、笹原宏之の説では、正しくは「䨺龘」の2文字であるともされる。

合字
- 世界一文字の多い合字 - ﷺ 分解すれば صلى الله عليه وسلم - シャッダと呼ばれる促音を表す発音記号や空白を除いても15文字。
  - Unicode1.1でFDFA番として定義されているものであるが、多くのフォントでは実装されていない。BTRON専用TRONコードフォントには収録されている（-参照）。

### 単語
- 世界で一番長い単語 - Ornicopytheobibliopsychocrystarroscio-
aerogenethliometeoroaustrohieroanthropoi-
chthyopyrosiderochpnomyoalectryoophiob-
otanopegohydrorhabdocrithoaleuroalphito-
hiroonychodactyloarithstichooxogeloscogas-
trogyrocerobletonooenoscapulinaniac - 310字。中世に、ある筆記者が使った単語。意味は「鳥、神託、聖書、幽霊、水晶占い、影、大気の様子、誕生日の星座、流星、風、いけにえの様子、人間と魚の内臓、火、灼熱の鉄、祭壇の煙、ネズミ、雄鶏の穀物のついばみ方、ヘビ、薬草、泉、水、杖、生パン、あらびき小麦、大麦、塩、鉛、さいころ、矢、手斧のバランス、篩（ふるい）、吊り輪、偶然にできた汚点、宝石、小石、石塚、鏡、灰文字、夢、手相占い、爪のつや、指輪、数字、本の一節、筆跡、笑い方、腹話術、円を描いて歩くこと、ろう、井戸の発見法、ワイン、肩甲骨。以上の生物または無生物、あるいは現象に起こる変化、解釈、徴候により、予言や予知ができると称するいかさま師」。
- 世界で一番長い単語（の一つ）- lopadotemachoselachogaleokranioleip-
sanodrimhypotrimmatosilphioparaome-
litokatakechymenokichlepikossyphoph-
attoperisteralektryonoptekephalliokigkl-
opeleiolagoiosiraiobaphetraganopterygon 古代ギリシアの喜劇作家アリストファネスが『女の議会』で実際に用いた。ギリシア語で170字、ラテン語に置き換えると182字（上記はラテン語）。意味は鯔、脳髄、酢、蜂蜜、ピクルス、骨髄、アニス酒などの17種類からなる煮込み料理フリカッセを表している。
- 世界一長い実用的な英単語とされることがあった単語 - pneumonoultramicroscopicsilicovolcanoconiosis - 長大語としての造語（長大語#造語）であり[97]、実際の術語は pneumoconiosis（塵肺）、または silicosis（珪肺）である。
- 世界一長い略語 - S.O.M.K.H.P.B.K.J.C.S.S.D.P.M.W.D.T.B.。西マレーシア・ペラク州テロワ・アンソン下ペラク・マレー政府公務員貯蓄貸付共済有限会社という意味。なお、この略語の略語は存在しない。

### 文法
- 不規則動詞が世界一多い言語 - フランス語 - 570個。
- 不規則動詞が世界一少ない言語 - ケチュア語 0個。
  - 人工言語であるエスペラントも不規則動詞が存在しない。
- 動詞形が世界一多い言語。- チッペワ語 - 約6,000個。
- 名詞格が世界一多い言語 - タバサラン語、63個。
- 指示語が世界一多い言語 - イヌイット語（エスキモー語）- 30個。
- 数詞の底が世界一小さい言語 - 南キワイ語（2進数）。パプアニューギニアの南キワイ族の言語。
- 数詞の底が世界一大きい言語 - カパウク語（60進数）。パプアニューギニアのカパウク族の言語[98][99]。
- 単語数が世界一多い言語 - 英語（ギネス世界記録認定）

### 語法
- 季節を表す単語の種類が最も多い方式 - 七十二候 - 72種。中国で考案され、かつて日本でも一般に使用されていた。

### 名前
人名
- 世界一長い名前の人物（知られている限り）- ウルフ+585・シニア、通称Hubert Wolfeと呼ばれている人物 - フィラデルフィアに住むドイツ人の移民で、A4用紙一枚ほどになる名前を持っている[100]。

地名
- 世界一長い地名 - タウマタファカタンギハンガコアウアウオタマテアポカイフェヌアキタナタフ - 英語で92文字。ニュージーランドにある、丘の名前。高さ（標高）は305m。略してタウマタ。
  - ちなみに、バンコクのかつての正式名称は「クルンテープマハーナコーン ボーウォーンラッタナコーシン マヒンタラーユッタヤーマハーディロック ポップノッパラット ラーチャターニーブリーロム ウドムラーチャニウェート マハーサターン アモーンピマーン アワターンサティット サッカタッティヤウィッサヌカムプラシット（125文字）」であり、最も長い名前の首都であった。儀式的正式名称は今でもそのままであるが、現在行政上の正式名称は「クルンテープマハーナコーン」である。
- 世界一長い名前の湖 - チャーゴグガゴグマンチャウグガゴグチャウバナガンガマウグ - アメリカにある。
- 世界一長い名前の町 - イギリス・ウェールズのアングルシー島にある、Llanfairpwllgwyngyllgogerychwyrndrobwllllantysiliogogogoch（ランヴァイルプールグウィンギルゴゲリッヒルンドロブールスランティシリオゴゴゴッホ）。

駅名
- 世界一長い駅名 - ランヴァイルプールグウィンギルゴゲリッヒルンドロブールスランティシリオゴゴゴッホ駅（47文字）- イギリスにある。同名は「世界一長いドメイン名」としても登録されている。

生物名
- 世界一長い生物の学名 - Myxococcus llanfairpwllgwyngyllgogerychwyrndrobwllllantysiliogogogochensis (英語) 「世界一長い名前の町」とされるランヴァイルで発見された、ミクソコッカス属の菌。
- 世界一長い印刷された生物の学名 - タバコモザイクウイルス (Dahlemense Strain) の学名 1185字。アメリカ化学学会の化学製品抄録に載っている。

### 数字
- 意味のある考察の対象となる最大の数 - グラハム数

## 芸術・エンターテインメント

### 文学・演劇
- 発行部数世界一の書籍 -『聖書』
- 発行部数世界一の単一作家によるコミックシリーズ -『ONE PIECE』（尾田栄一郎）- ギネス世界記録認定。
- 発行巻数世界一の単一コミックシリーズ -『ゴルゴ13』（さいとう・たかを）- ギネス世界記録認定を受けた『こちら葛飾区亀有公園前派出所』（秋本治）の200巻を2021年に更新[101]。
- 世界最長の小説 -『失われた時を求めて』（マルセル・プルースト）- ギネス世界記録認定。
- 世界最長の詩 -『ケサル王伝』
- 世界一短い詩 -「冬眠」（草野心平）（●の記号1文字のみ）

- 連続上演（ロングラン）が世界最長の戯曲 -『ねずみとり』（アガサ・クリスティー）。1952年の初演以来、上演回数2万回を軽く超えている。
- 最も長く演劇活動を続けている劇団 - コメディ・フランセーズ
- 世界一多くの役を演じた舞台俳優。- 中村勘三郎 (17代目)。804役。
- 世界一短い内容の往復書簡 - ヴィクトル・ユーゴーが『レ・ミゼラブル』の出版時にその売れ行きを出版社に尋ねた手紙。ユーゴーは「？」とだけ書き、出版社側は「！」と返信した。

### 絵画
- マリーマン (en) - 世界最大の人物画。
- MARRY ME - 世界最大のGPS絵画。全長7,163.67km (4,451miles)。ギネス世界記録認定[102]。
- モナ・リザ - 最も多額の保険がかけられた絵画。ギネス世界記録認定。

### 映画
- 興行収入世界一の映画 - アバター（再上映を含まない場合の興行収入世界一はアベンジャーズ/エンドゲーム）。ギネス世界記録認定。
- 興行収入世界一の映画シリーズ - マーベル・シネマティック・ユニバース。23作品累計200億ドル超。ギネス記録認定。
- 興行収入世界一のアニメ映画シリーズ - シュレックシリーズ。4作品累計30億ドル超、ギネス世界記録認定。
- 興行収入世界一のロボット映画 - トランスフォーマー/ダークサイド・ムーン。ギネス世界記録認定。
- 世界一製作費に対する収益率が高かった映画（劇場公開時) - ブレア・ウィッチ・プロジェクト。ギネス世界記録認定。
- 世界一の赤字を出した映画（劇場公開時）- ファイナルファンタジーギネス世界記録認定。
- 最も前売り券が売れたアニメ映画 - 劇場版ポケットモンスター ダイヤモンド&パール ギラティナと氷空の花束 シェイミ - 238万4198枚、ギネス世界記録認定。
- 世界一長く続いている映画シリーズ - ユニバーサル・モンスターズ。1923年から継続中。2021年現在で103作。
- 同一キャストで世界一多く作られたシリーズ映画 - 関徳興は少なくとも77作で黄飛鴻を演じ、そのうち68作で主演を務めた。ギネス世界記録認定[103]。
- 同一主人公の長編アニメ映画シリーズ - ドラえもん映画作品。1980年から継続中。2020年現在で40作。ギネス世界記録認定。
- 上映時間が世界一長い映画 - ロジスティックス（エリカ・マグナソン監督）。約51420分（1日5時間、通しで観たとしても観終わるまで171日かかる）。2012年にハウス・オブ・カルチャーで一度だけ上映された。ギネス世界記録認定。
- 上映時間が世界一長いアニメ映画 - この世界の片隅に(片渕須直監督)。168分。ギネス世界記録認定
- 本編開始からタイトルが出るまでの時間が世界一長い映画 - ラスト・ムービー（デニス・ホッパー監督）。30分。ギネス世界記録認定。
- エンドロールの時間が世界一長い映画 - ラ・フロー（マリオ・リナスト監督）。37分。ギネス世界記録認定。
- 制作期間が世界一長い映画 - ジ・アザー・サイド・オブ・ザ・ウィンド（オーソン・ウェルズ監督）。48年。ギネス世界記録認定。
- エキストラの人数が世界一多い映画 - ガンジー（リチャード・アッテンボロー監督）。300000人。ギネス世界記録認定。
- 題名が世界一長い映画 - マルキ・ド・サドの演出のもとにシャラントン精神病院患者たちによって演じられたジャン＝ポール・マラーの迫害と暗殺（ピーター・ブルック監督）。126文字。ギネス世界記録認定。
- エンドロールに登場するクレジット数が世界一多い映画、および出演者数世界最多の映画 - 仮面ライダー555 パラダイス・ロスト。エキストラ含め4070人。ギネス記録認定。
- 原子粒が世界一小さい映画 - ア・ボーイ・アンド・ヒズ・アトム（ニコ・カサべチア監督）。1万粒。ギネス世界記録認定。
- 使用しなかったNGフィルムの量が世界一の映画 - ドラゴンロード（ジャッキー・チェン監督）。ギネス世界記録認定。
- 撮影期間が世界一長い映画 - アイズ ワイド シャット（スタンリー・キューブリック監督）。400日以上。ギネス世界記録認定。
- 1つのシーンにおけるテイク数が世界一多い映画 - シャイニング（スタンリー・キューブリック監督）。132テイク。ギネス世界記録認定。
- 予告編の時間が世界一長い映画 - アビアンス (アンデシュ・ヴェドベリ監督)。440分。ギネス世界記録認定。

監督・俳優
- 売上世界一の映画作家 - スティーヴン・スピルバーグ。
- 世界最高齢の映画初主演女優 - 赤木春恵。ペコロスの母に会いに行く（森﨑東監督）出演時の年齢が88歳175日（クランクインの2012年9月5日時点）。ギネス世界記録認定。

### 記録メディア（CD・VHS・DVD・Blu-rayなど）
- 世界一売れたセルビデオ作品 - ライオン・キング。5,500万本。
- 世界一長いオーディオブック -「吉本隆明 五十度の講演」（吉本隆明）（CD115枚組）、ギネス世界記録認定。
- 世界一収録時間の長いCD。- レミ・バロー（フランス語版） 指揮／ザンクト・フローリアン・アルトモンテ管弦楽団　アントン・ブルックナー：交響曲第3番（1873年稿）(Gramola 99044)（89分03秒）[104]。
- 世界一長いワンカット映像を含む作品。-「0の記憶」ブルーレイ版（制作ビコム・静岡朝日テレビ）（新幹線0系電車の運転席からの映像が世界最長（5時間37分33秒）のワンカット映像）。2009年ギネス世界記録認定。

### イベント
- 世界最大の茶会 - ギネスに挑戦!!まちなか1万人 西尾大茶会：1万4718人が参加、ギネス世界記録認定。
- 最もストリーミングされたライブイベント - イギリスのウィリアム王子とキャサリン妃の結婚式：ギネス世界記録認定。
- 世界最長の京都の桜満開日の記録 - 京都の桜に関する記述からまとめた記録。2021年現在で、1200年分の記録更新中[105][106]。

### テレビ番組、CM
- 現存する最長寿のテレビ番組 - ミート・ザ・プレス 。1947年11月6日放送開始、継続中。ギネス世界記録認定。
- 世界で最も多く派生作品が作られたTV番組 - ウルトラマン 27作品。2013年ギネス世界記録認定。2015年に33作品で記録更新。
- 同一司会者による世界一長寿のインタビューショー - 黒柳徹子による徹子の部屋。1976年2月放送開始。2011年4月27日放送分で35年、8961回でギネス世界記録に認定され、2015年5月27日放送分で1万回を達成し自己更新（継続中）。
- 同一ビデオジョッキーによる最も長寿な音楽番組 - Billboard TOP40（中村真理）- 1983年10月4日放送開始、2012年6月26日のギネス世界記録は28年8カ月と9日。
- 同一司会者による生放送バラエティ番組の最多放送回数╱同一チャンネルによる生放送バラエティ番組の最多放送回数 - 森田一義アワー 笑っていいとも!（タモリ）1982年秋改編（10月4日）で放送開始、2014年春改編（3月31日）で放送終了。全8054回、ギネス世界記録認定。
- 同一司会者による生放送バラエティ番組の最長放送年数 - アッコにおまかせ!（和田アキ子）。1985年10月6日放送開始、2024年に40年目突入。ギネス世界記録認定。
- 同一司会者による生放送音楽番組の最長放送 - ミュージックステーション（タモリ）1987年4月3日に2代目司会者[† 11]に就任し、2021年9月17日放送時点で在任期間は34年168日、放送回数は1365回。ギネス世界記録認定[107]。
- 世界一の長寿テレビドラマ - ジェネラル・ホスピタル。2022年4月1日の時点で59年0ヶ月。
- 世界一の長寿テレビアニメ - サザエさん。2022年10月17日時点で52年0ヶ月、放送回数約2250回。内容は過去の原作が繰り返し使い回しされている。
- 世界一長寿のクラシック音楽番組 - 題名のない音楽会、2009年時点でのギネス世界記録認定分は1969年7月以降からの40年、認定対象外となった改題前の1964年からの分を含めると45年。
- 1社あたりのCM専属契約期間の長さ - 岩下志麻（メナード）- 28年。
- 最も多くのCMを放送した単体ゲーム作品 - Solatorobo それからCODAへ。100通り100本。合計8時間。
- 1週間で最も長時間、テレビの生番組に出演する司会者 - ロシア国営テレビのウラジーミル・ソロビヨフ。週に26時間。2019年10月21日、ギネス世界記録認定[108]。従来はみのもんたで、2007年10月に自己更新し22時間15秒。
- テレビ番組最高の賞金額 - フー・ウォンツ・トゥ・ビー・ア・スーパー・ミリオネア（百万長者になりたい人?）、1,000万ドル。
- 世界で一番制作費の掛かったクイズ番組 - アメリカ横断ウルトラクイズ
- 世界一出場者数の多いクイズ番組 - 全国高等学校クイズ選手権、最も多かった第7回大会で約13万3,000人。
- 世界で最もキャラクター数の多い単独のアニメーション・シリーズ - それいけ!アンパンマン 1988年10月から2009年3月までのテレビアニメ・劇場版を合わせた総キャラクター数1,768点、ギネス世界記録認定。
- 最もパイロット版に制作費がかかったTVドラマ - LOST、1,200万ドル。
- 同一司会者により続けられている最長寿のトーク番組 - 新婚さんいらっしゃい! - 桂文枝 (6代目)が“桂三枝”を称していた当時の1971年1月31日の放送開始から司会を務め、2015年6月7日放送時点で44年127日でギネス世界記録認定。
- 世界一日本で露出の多いテレビスター[† 12] - 明石家さんまが1999年にギネス世界記録認定。

### ラジオ
- 株式市況（NHKラジオ第2放送）- 世界最長寿番組。1925年3月23日開始。
- FRIDAY AMUSIC ISLANDS（FM802、1989年～1999年）- 単独パーソナリティが構成・選曲もこなす長時間音楽番組。毎週金曜6時から19時までの13時間に渡って放送。ギネス世界記録認定。

### インターネット
- ウィキペディア - 世界最大の総合情報ウェブサイト。10,000,000記事以上、250以上の言語に対応。ギネス世界記録認定。
- ハフポスト - 世界最大のソーシャルニュースサイト。[要出典]
- QVC - 世界最大のテレビショッピング専門チャンネル。
- 上地雄輔のブログ「神児遊助」- 世界で1日に最も多くの人が訪れた、および世界一コメント件数の多い個人ブログ。前者は2008年4月12日0時からの24時間のユニークユーザー数230,755人。後者は2007年6月から2012年1月22日までに投稿された記事への総コメント数10,207,946件。いずれもギネス世界記録認定。
- 小米科技 - 24時間で211万台のスマートフォンを売り上げた。2015年にギネス世界記録に認定された[109]。

### 手品・イリュージョン・演芸
- 世界最年少イリュージョニスト - 山上兄弟マジシャン。ギネス世界記録認定。

### ゲーム・パズル
- フェリックス・ゼムデグス - ルービックキューブを最も早く6面揃えた人。4.22秒。
  - グラハム・パーカー - ルービックキューブを最も時間をかけて6面揃えた人。26年[110]。

#### カードゲーム
- 遊☆戯☆王オフィシャルカードゲーム - 最も販売枚数の多いトレーディングカードゲーム（251億枚以上）、参加人数が最も多いトレーディングカードゲームトーナメント（同作の競技大会、4364人）。ギネス世界記録認定。

#### ボードゲーム
- ミクロコスモス - 最長手数の詰め将棋。1,525手詰。

### キャラクター
- 世界一多くのバースデイカードを受け取ったキャラクター - ナインチェ・プラウス（うさこちゃん、ミッフィー）

誕生45周年の2000年に約38,000枚、同50周年の2005年にも43ヶ国から39,670枚。ギネス世界記録認定。

### その他

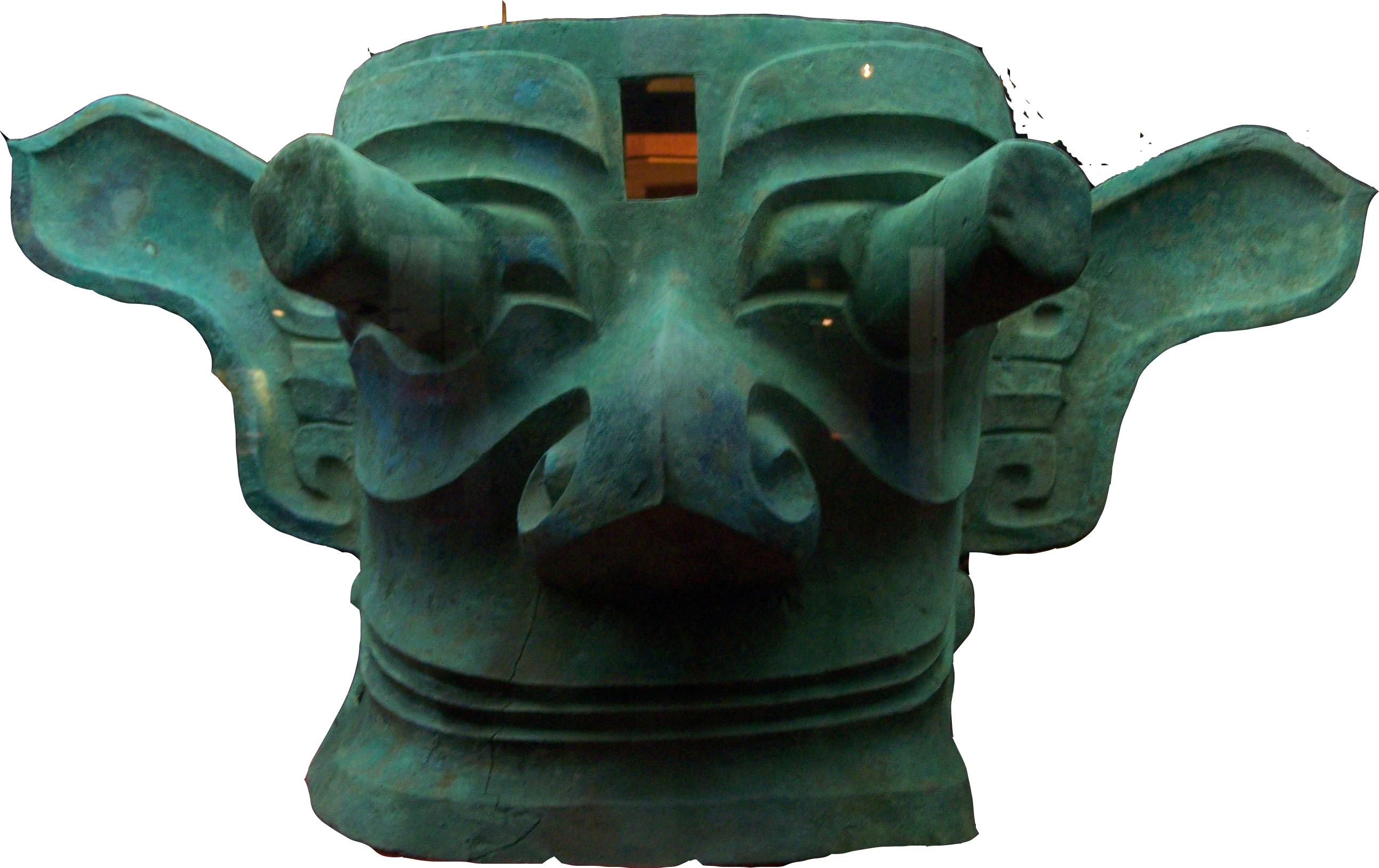
青銅縦目仮面

- 三星堆遺跡の青銅立人像 - 考古遺物として、世界最大の青銅製人物像（人物銅像）

長江文明に属する三星堆遺跡（中国、広漢市）から出土した考古遺物で、全高261cm、像高172cm、総重量約180kg。
- 三星堆遺跡の青銅縦目仮面 - 考古遺物として、世界最大の青銅製仮面

三星堆遺跡から出土した考古遺物で、高さ64.5cm、横幅138cm、重量約100kg。青銅戴冠縦目仮面のように、本来は上に向けて伸びる長大な額飾り（冠）が付いていたはずで、よりいっそう大きな仮面であったと推定される。
- Peace Mandala - 世界最大のパッチワークでできたマンダラ

縦幅70m、横幅50m。2002年4月29日に完成。M21ネットワーク（日本のNPO法人）所蔵。
花火
- 正四尺玉 - 世界最大の打上花火

打上高度約800m、開花直径約800m、正四尺玉の直径約4尺（約120cm）、重量約420kg、打上用煙火筒の高さ5.2m、厚さ1.8cmの鋼鉄製。1985年（昭和60年）9月10日、日本の「片貝まつり」（新潟県小千谷市片貝町開催）で、片貝煙火工業の本田善治 が打ち上げに成功し、当日付けで後日、「世界最大の打上花火」としてギネス・ワールドレコーズ（ギネス世界記録）に登録された。以後、片貝まつりで定番となっている。
- 四尺玉 - 世界で最も重い花火

重量464.826kg。2014年（平成26年）10月11日、日本の「第13回こうのす花火大会」（埼玉県鴻巣市）で、四尺玉の直径105.5cmは参考値として、この四尺玉の重量464.826kgで「世界で最も重い花火 (LARGEST AERIAL FIREWORK SHELL)」としてギネス・ワールド・レコーズ（ギネス世界記録）に登録された。
- 直径1cm弱の花火玉 - 世界最小の打上花火

玉の大きさ直径1cm弱、打上高度約2m、ゴム状ポリマー添加型の打上花火で、2005年（平成17年）に産業技術総合研究所の一部署である爆発安全研究コア（松永猛裕 率いる研究チーム）が開発した。2005年5月2日に「屋内用打ち揚げ花火」名義で特許出願し、2006年11月9日特許獲得（特開2006-308260）。
万華鏡
- 大地の塔内部の万華鏡 - 世界一大きい万華鏡

高さ47mの塔の直径約40mの内部中央が万華鏡になっており、鏡像は建物内部にある直径約40mの球体に映される。2005年日本国際博覧会（愛知万博）の名古屋市パビリオン。詳しくは「愛知万博の施設#日本ゾーン」を参照のこと。
プラネタリウム
（施設の大きさについては、この記事の#建造物 ／建築物-その他、を参照）
- ケイロンII - 投影可能な恒星の数が世界一多いプラネタリウム投影機、世界で最も先進的なプラネタリウム投影機

東京都西東京市の多摩六都科学館に2012年7月に設置されたもので、恒星投影数約1億4000万個。

## 贅沢品・装飾品

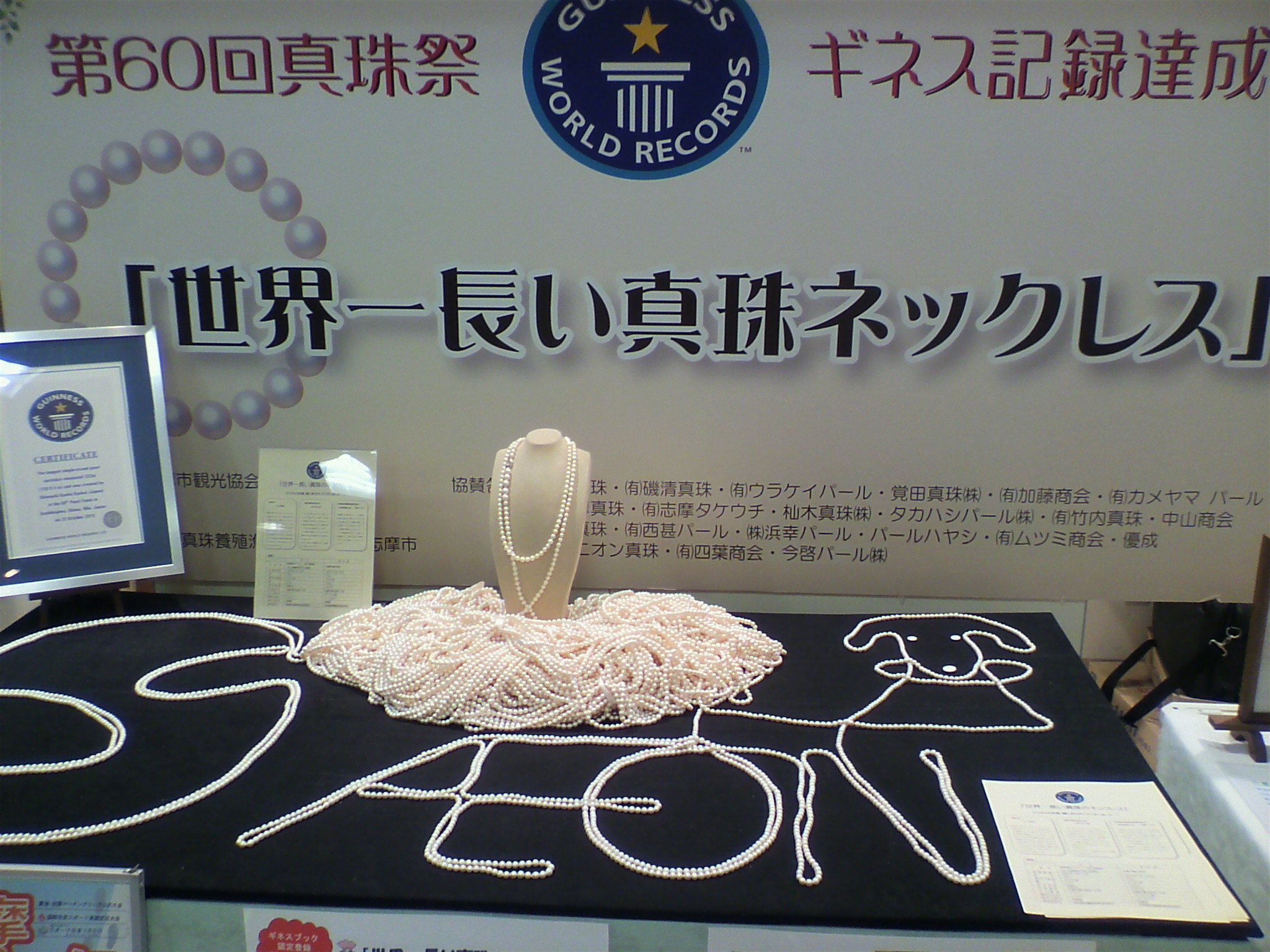
世界一長い真珠のネックレス
イオン阿児店で展示された時の様子。

- 世界最大の絨毯 - シェイク・ザーイド・グランド・モスクの1階フロアーを覆うペルシャ絨毯[125][126]。

モスクはアラブ首長国連邦首都アブダビの郊外にて今も建設中であるが、2007年にオープンした。絨毯は総面積5,627 m2、総重量約45 t（ウール約30 t、コットン約15 t）。あまりに大きいため、9つのパーツに分けて作られた後、現場で1枚に縫い合わされた。製作費3000万UAEディルハム（約9億円）。
- 世界最大のシャンデリア - Al Hitmi Office Building のシャンデリア[127]

カタールの首都ドーハにある低層ビル。2010年6月23日、ギネス世界記録認定。
- 史上最大のダイヤモンド原石 - カリナン（カリナン・ダイヤモンド）

質量3,106カラット (621.2g)。分割・加工され、原石としては現存しない。
- 世界最大の研磨済みダイヤモンド - ザ・ゴールデン・ジュビリー

質量545.67カラット (109.13g)。タイ王室（チャクリー王朝）所有。
- 長らく世界最大として広くその名を知られていたダイヤモンド - コ・イ・ヌール

イギリス王室所有となった現在は研磨されて重量105カラット (21.6g)。ムガル帝国所有の頃はカッティングされておらず、もっと大きかった。
- 世界最大のアレキサンドライト - スミソニアン・アレキサンドライト

質量65.08カラット。アメリカ合衆国のスミソニアン博物館所有。
- 世界最大のスピネル - サマリアン・スピネル（英語版）

質量500カラット (100g)。
- 世界一長い真珠の首飾り - 2010年（平成22年）の7月から10月にかけて日本の志摩市にて志摩市観光協会主催で作られた真珠のネックレス[129][130]

長さ222m。ギネス世界記録認定。
- 世界最大のアメシスト・ジオード（晶洞石）- ウルグアイの女帝
- 世界一高い筆記具 - 1010ダイアモンド

スイス・カランダッシュ社が2010年に発表した限定万年筆『1010ダイアモンド』で、1本1億円。メーカーの希望小売価格が制定されている筆記具としては世界最高額。ただし、何らかの理由で付加価値の付いている製品が正規の公開オークションなどに掛けられた場合はこれを超える価格が付く余地はある。

## その他
- 単一のオンライン・プラットフォームにおける24時間以内の携帯電話販売数の最多記録 - 『Xiaomi』 -2015年4月　[† 13]
- 世界一タール含有量が多いタバコ -『ガラム（両切り）』の55mg（2005年5月に廃番となったため、現存しない）
  - 現行品で世界最多含有量なのは『ガラム・スーリヤ（缶[† 14]）』の42㎎[† 15]

## 飲食物
- 記録史上、世界最大の卵 － 重さ2589gのダチョウの卵

2008年にスウェーデンの動物園で飼育されていたダチョウが産んだ一個。生物学的には世界最大の細胞（卵細胞）でもある。
- 記録史上、世界最大の鶏卵 － 長径9.415cm、短径約6cm、重さ198gの鶏卵[131]

2007年3月3日に中国江蘇省江都市呉橋鎮万寿村で発見された一個にその可能性がある。なお、ギネス世界記録に「世界最大の鶏卵」として記載されているものは、長径7.9cm、短径6.4cm、重さ176gであり、上記のものより22g軽い。また、日本最大記録とされているのは、2011年（平成23年）2月23日に長野県安曇野市にある小松種鶏場の有明山農場にて岡崎おうはん種が産んだ重量192gであり、証拠映像があるこの一個は、ギネス世界記録の上を行っている。
- 世界一アルコール度数の高い酒 － 『エストニア』 アルコール度数：98度。　※旧ソビエト連邦時代に製造されていた酒だが、現在は製造されていない。

現在製造されている中で世界一なのは、ポーランド産ウォッカ『スピリタス』 アルコール度数：96度。
- 世界一アルコール度数の高いビール - 『スネークヴェノム』アルコール度数：67.5%
スコットランドの酒造メーカーで造られているビール。
それまでは『アルマゲドン（アルコール度数：65度）』が世界一だった[† 16]。
なお、『スネークヴェノム』と『アルマゲドン』は同じ酒造メーカーであり、同社の見解によると『アルマゲドン』を改良した物が『スネークヴェノム』であるとしている。
- 20世紀中に世界で最も売れたクッキー － 『ナビスコ ・オレオ』：1912年の発売開始以来、4900億個以上を販売した。ギネス世界記録認定[134]。
- 世界一臭い発酵食 － 『シュールストレミング』
- 世界一辛い唐辛子 － 『ペッパーX』[135]

## 物質
- 地球上に最もたくさん存在する有機化合物 - グルコース：質量 1兆 t以上と見られる。
- 最も甘い物質 - ラグドゥネーム：砂糖の22万倍の甘さ。
- 最も苦い物質 - 安息香酸デナトニウム：2,000万分の1に希釈しても感知できる。
- 最も激しい悪臭を発する、とされる物質 - エタンチオール、および、n-ブチルセレノメルカプタン (n-Butyl seleno-mercaptan)

腐敗した野菜、焦げたトースト、下水道を混合したような悪臭を発する。
- 人類が作った化学物質の中で最も毒性の強い物質 - VXガス

## 宇宙一
「世界一」というのは基本的には「宇宙一」かどうかは問わずに用いられているので宇宙一を示す必要はないが、一応、参考までにいくつか「宇宙一」「太陽系一」のデータも示す。
宇宙の全体は観測不可能なので、たまたま人類がいる位置で現在のところ観測されている範囲内について、しかも網羅的でない不完全な観測に基づいて、かなり大胆な推定で語られていることなど（を含む / が中心）。
太陽系で一番
- 太陽系一高い山・火山 - 小惑星ヴェスタのクレーター「レアシルヴィア」にある無名の山。
- 太陽系一体積の大きい山・火山 - 火星のオリンポス山
- 太陽系最大の谷 - 火星のマリネリス峡谷：全長約4,000km、深さ約7km、幅は最大200km程度。

宇宙で一番
- 宇宙の全質量に占める割合が、総量において最も多いとされる元素 - 水素

宇宙の総質量の55%を水素が占める、とされる。また、宇宙に存在する原子の総数の90%以上が水素であると考えられている。ただし、この知見は現在把握されている宇宙に関する推定であり、ダークマターについては考慮されていない。
- 最大の直径の恒星 - はくちょう座V1489星 約2,300,000,000 km
- 最大の質量の恒星 - R136a1 太陽の約265倍[136]
- 最大のブラックホール - S5 0014+81 約206,000,000,000 km、質量は太陽の400億倍
- 最大の球状星団 - G1星団 アンドロメダ銀河にある球状星団 局所銀河群で最大の球状星団
- 最大の星雲 - タランチュラ星雲 約1,860光年
- 最大の銀河 - IC 1101 約600万光年
- 最大の構造物 - ヘルクレス座・かんむり座グレートウォール、長さは約100億光年、観測可能な宇宙の約10.7%
- 観測可能な最大の大爆発 最も明るい物理現象 - ガンマ線バースト